# Rosier grimpant

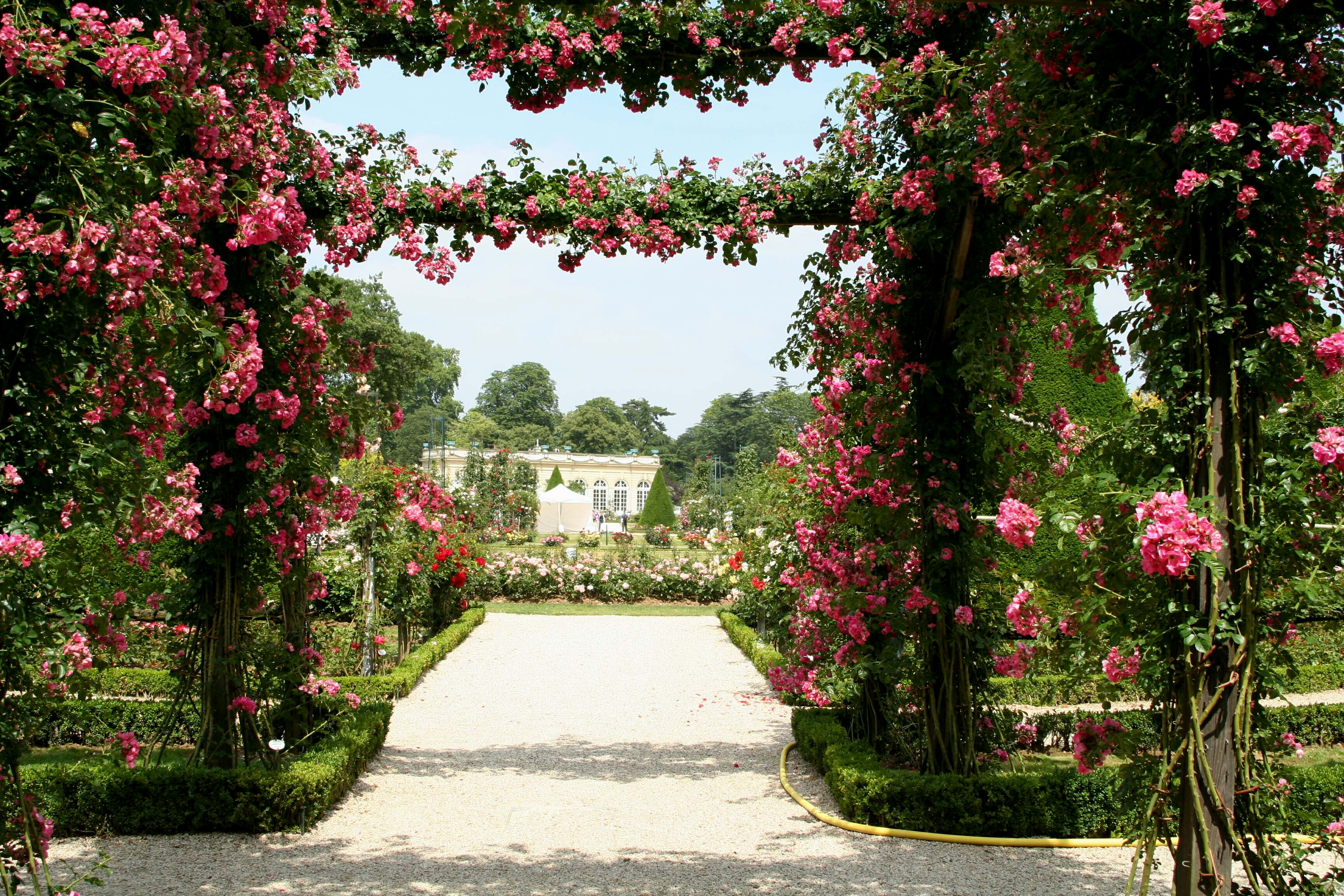
Plusieurs espèces du genre Rosa. Sur la pergola: 'American Pillar'.

Les rosiers grimpants constituent un ensemble d'espèces de rosiers qui possèdent des tiges sarmenteuses, souples et longues de plusieurs mètres, inconnues chez les formes normales dites « en buisson ». Réunis par cette seule caractéristique, ils ne constituent pas une classe homogène de rosiers : on trouve tant différentes espèces botaniques avec un port souvent proche de celui des ronces, que des rosiers dits anciens et aussi des variétés nouvelles de formes « grimpantes ».

## Description
Les rosiers, plantes du genre Rosa, sont des arbustes ou de petits arbrisseaux épineux au port dressé. Certains, qualifiés de grimpants, atteignent trois à six mètres de haut et même plus. Rosa ×odorata nothovar. gigantea peut atteindre 15 mètres de haut dans son aire d'origine, la Birmanie (mais seulement 10 mètres en culture en climat tempéré).
Les rosiers grimpants, contrairement aux véritables plantes grimpantes, n'ont ni vrilles ni ventouses pour s'accrocher à leur supports. Dans la nature, ils s'élèvent dans la frondaison des arbres dans laquelle ils sont retenus par leurs aiguillons. En culture, il est nécessaire de leur fournir des supports, colonnes, arceaux, pergolas, arbres, etc., en les palissant.

## Classification
Il a existé plusieurs types de classification des rosiers, par genre botanique qui convient aux rosiers botaniques mais est peu utilisable pour les hybrides, par caractéristiques botaniques des fleurs ou autres spécificités, par chronologie et bien d'autres.
En 1971, la Fédération mondiale des sociétés de roses (World Federation of Rose Societies) a reclassé les rosiers anciens et modernes en plusieurs groupes définis par leur port et divisés en premier entre grimpants et non grimpants et donc par leurs utilisations possibles dans les jardins.

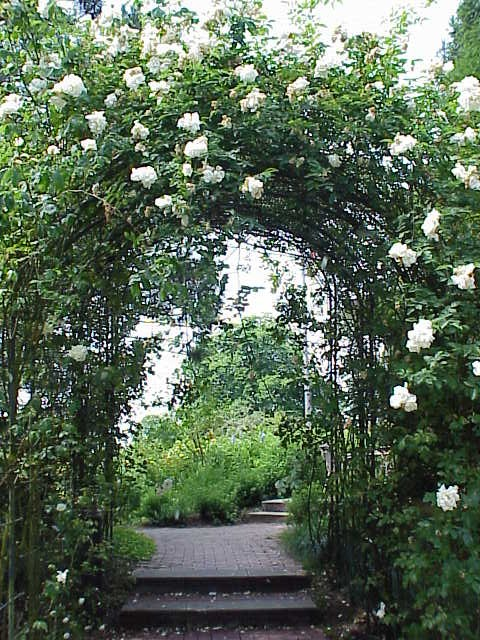
Rosier 'Ilse Krohn' (Kordes 1957) grimpant sur arceau.

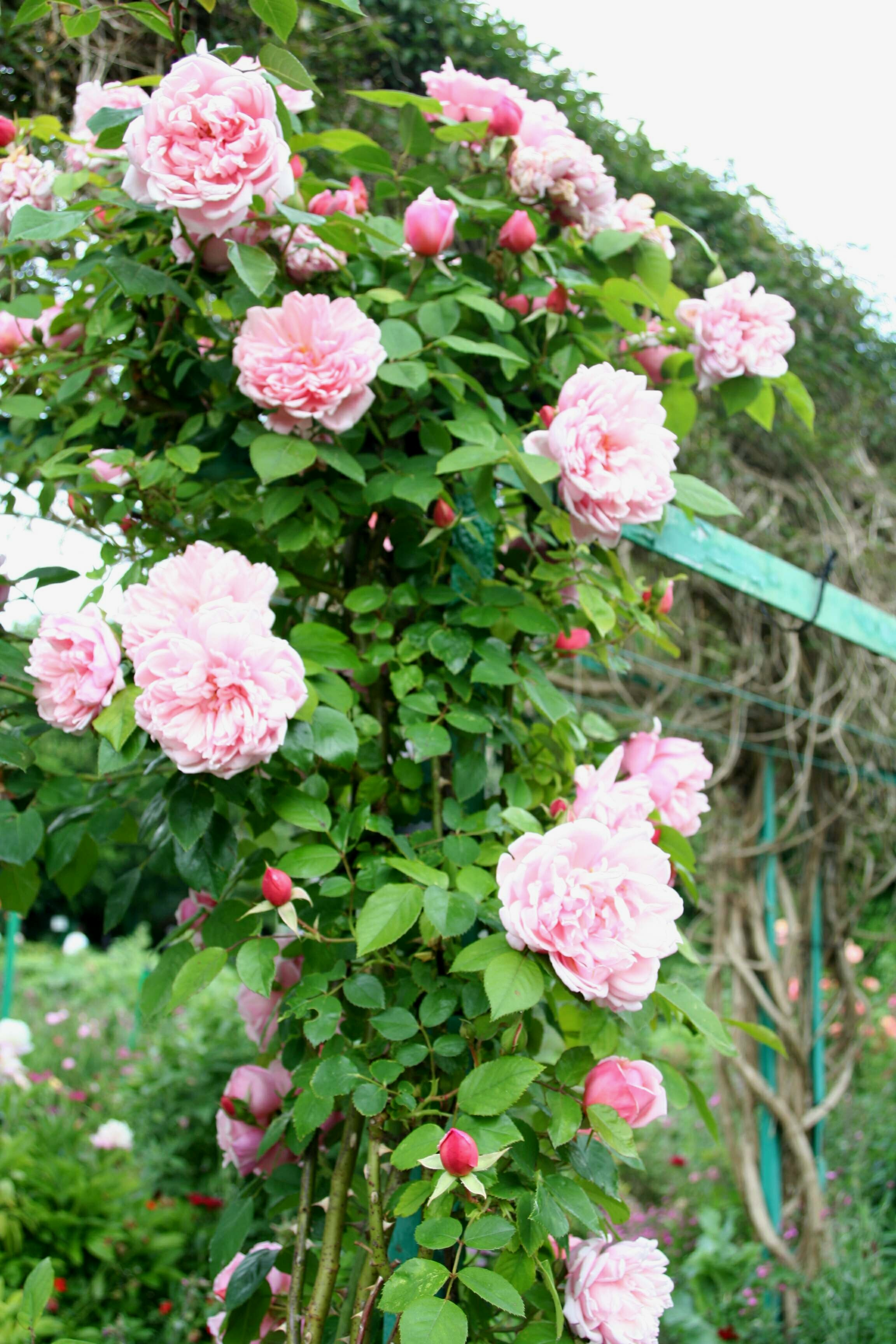
'Albertine' à Giverny.

La société américaine des roses (American Rose Society) a adopté un classement détaillé des variétés horticoles, basé sur des considérations « généalogiques » et historiques et généralement utilisé aux États-Unis. Il comprend trois groupes principaux : espèces botaniques (rosiers sauvages), roses anciennes (avant 1867) et roses modernes. Les roses anciennes ont été subdivisées en 21 classes et les roses modernes en 13 classes.
Actuellement les catalogues spécialisés proposent, en rosiers grimpants, pour moitié des rosiers anciens et de rares rosiers botaniques et pour moitié des rosiers modernes, hybrides de thé et hybrides modernes regroupés en rosiers à grandes fleurs, hybrides modernes de multiflora sous l'appellation rosiers à fleurs groupées et rosiers anglais.

## Rosiers grimpants botaniques et leurs hybrides
Les rosiers botaniques sont les formes, espèces ou variétés apparues spontanément dans la nature, et dont un certain nombre sont des rosiers grimpants.

### Parmi lesCaninae
Les rosiers de la section Caninae sont connus sous le nom d'églantiers. Ils ont des tiges dressées ou arquées aux nombreux aiguillons recourbés, plus rarement droits et leurs fleurs, dont la couleur varie de blanc à rosé et rose, sont simples, à cinq sépales lobés et sont réunies en corymbes. Les feuilles sont composées imparipennées et comptent à 5 ou 7 folioles. Ils sont originaires d'Europe (y compris les Îles Britanniques, le sud de la Scandinavie et l'ouest de la Russie), d'Afrique du Nord (Maghreb) et d'Asie Mineure (Turquie, Liban, Syrie).
Rosa canina L., l'églantier ou rosier des chiens aux fleurs de 4 à 5 cm de diamètre, comporte plusieurs écotypes. Il est présent dans toute l'Europe et jusqu'en Afrique du Nord et Asie mineure et possède deux variétés Rosa canina 'Andegavensis', à feuilles glabres et Rosa deseglisei, une Rosa canina d'Europe centrale à fleurs blanches
Se rencontrent aussi dans la nature Rosa stylosa, haut de 3 mètres comme Rosa canina ; Rosa rubiginosa ou « églantine », haut de 2,50 mètres, et 'Magnifica' qui est peut-être la réapparition par réversion de Rosa rubiginosa 'Duplex' ; Rosa pomifera, haut de 2 mètres à 2,50 mètres comme Rosa glauca et Rosa Marginata; Rosa agrestis, haut de 2 mètres tout comme Rosa inodora, Rosa dumalis et sa variété 'Complicata' ainsi que Rosa tomentosa à feuilles velues.

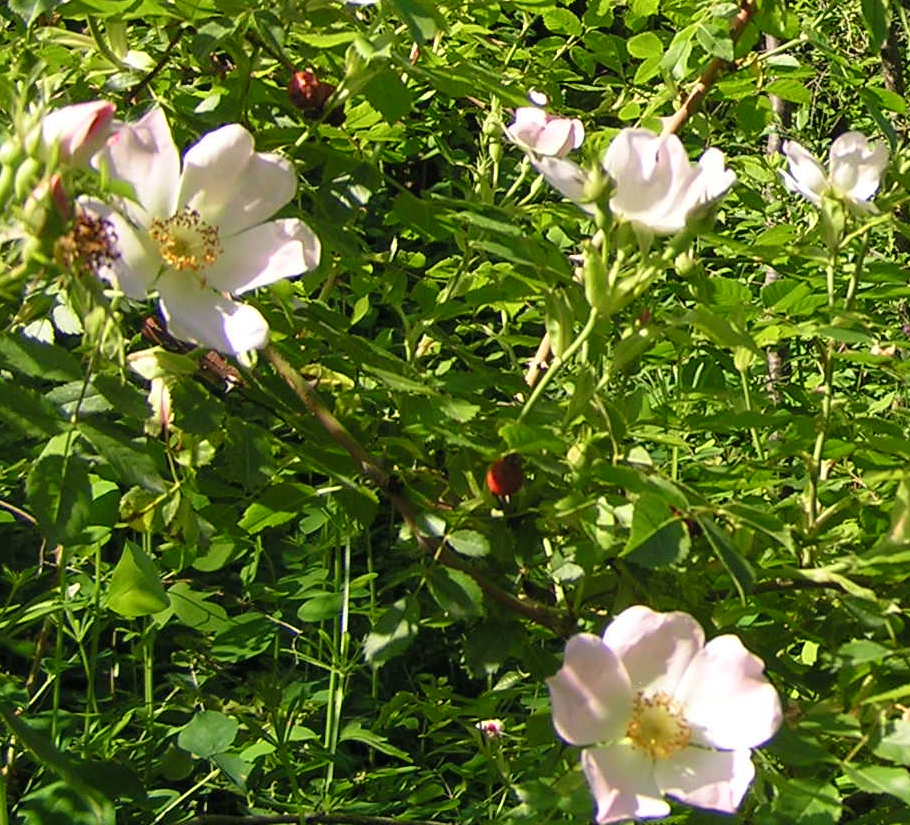
églantier
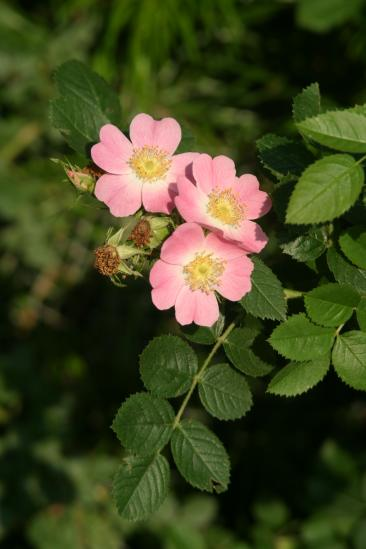
églantine
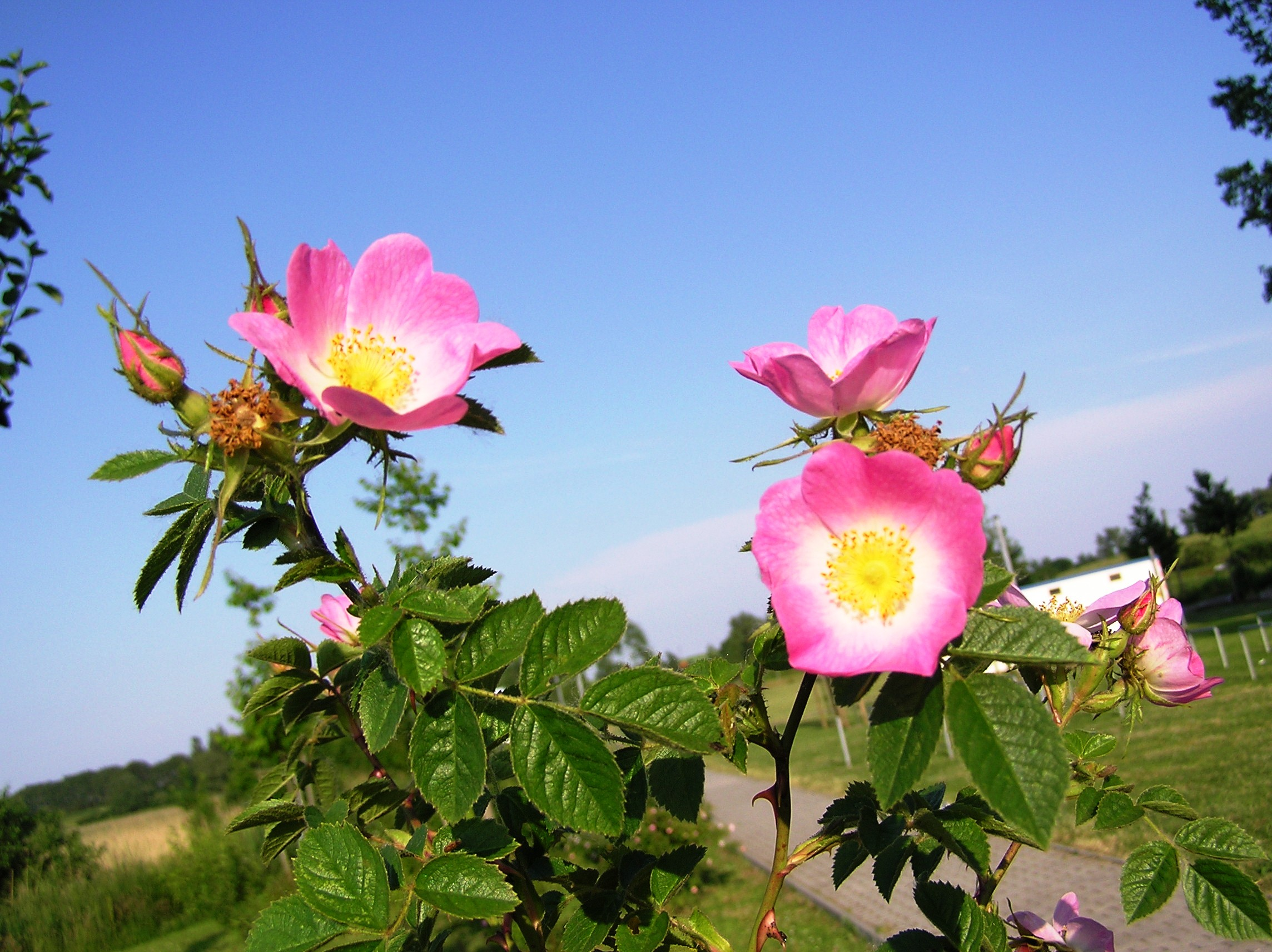
Rosa rubiginosa
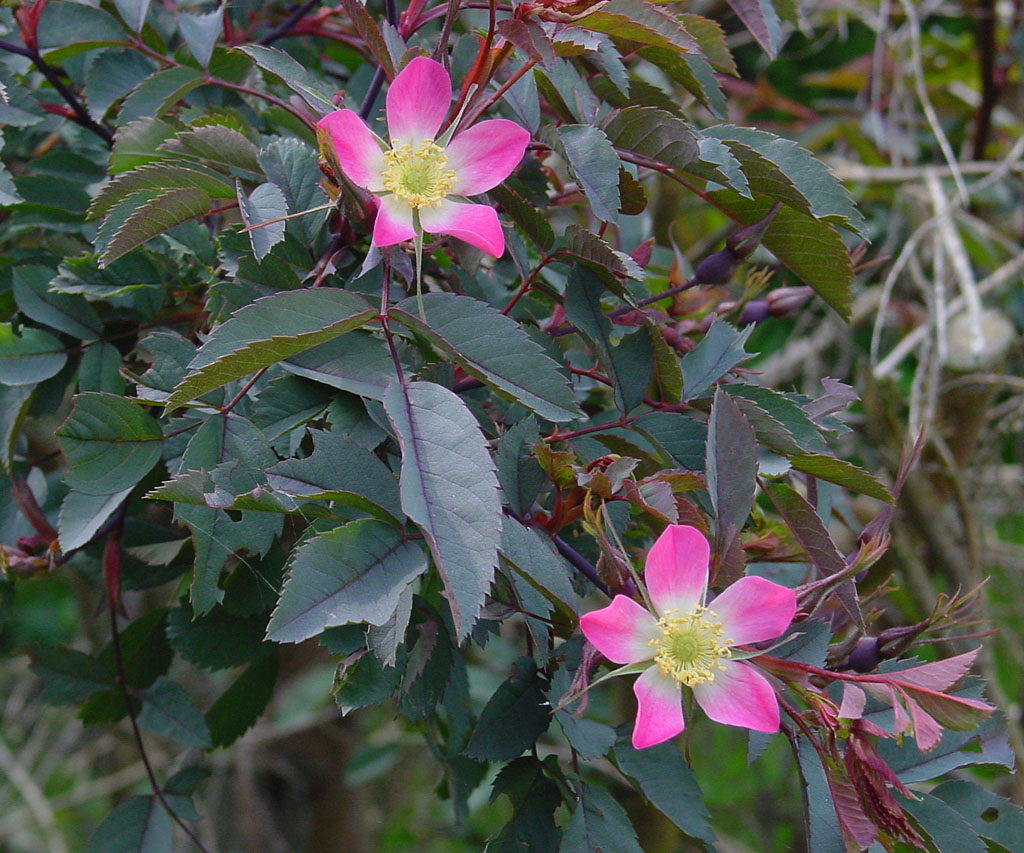
Rosa glauca

Leurs hybrides naturels sont nombreux, dont Rosa mollis 'Duplex', hybride grimpant de Rosa villosa et Rosa hibernica, un hybride spontané irlandais (Rosa canina × Rosa pimpinellifolia type 'spinosissima'), haut de 2 mètres qui a été découvert en 1802 près de Belfast.
C'est à partir de Rosa canina et Rosa rubiginosa que les rosiéristes ont pratiqué des hybridations.

### Parmi lesPimpinellifoliae
Parmi les variétés de Rosa sect. Pimpinellifoliae, 'Luteola' jaune pâle, est grimpant. Sont aussi grimpants et à fleurs jaunes Rosa foetida Herrm. (synonyme Rosa lutea Mill.), le rosier fétide ou ronce d'Autriche et Rosa hemisphaerica Herrm. (synonyme Rosa sulphurea Aiton), rosier des Turcs, aux tiges molles pouvant atteindre 4 mètres. Est aussi à fleurs jaunes Rosa hugonis Hemsl., le rosier du père Hugo ou rosier jaune de Chine, alors que les autres originaires de Chine sont à fleurs blanches Rosa omeiensis Rolfe et ses variétés dont Rosa omeiensis f. pteracantha (Franch.) Rehder & E. H. Wilson, remarquable par ses aiguillons ailés rouges et Rosa sericea Lindl., le rosier soyeux.

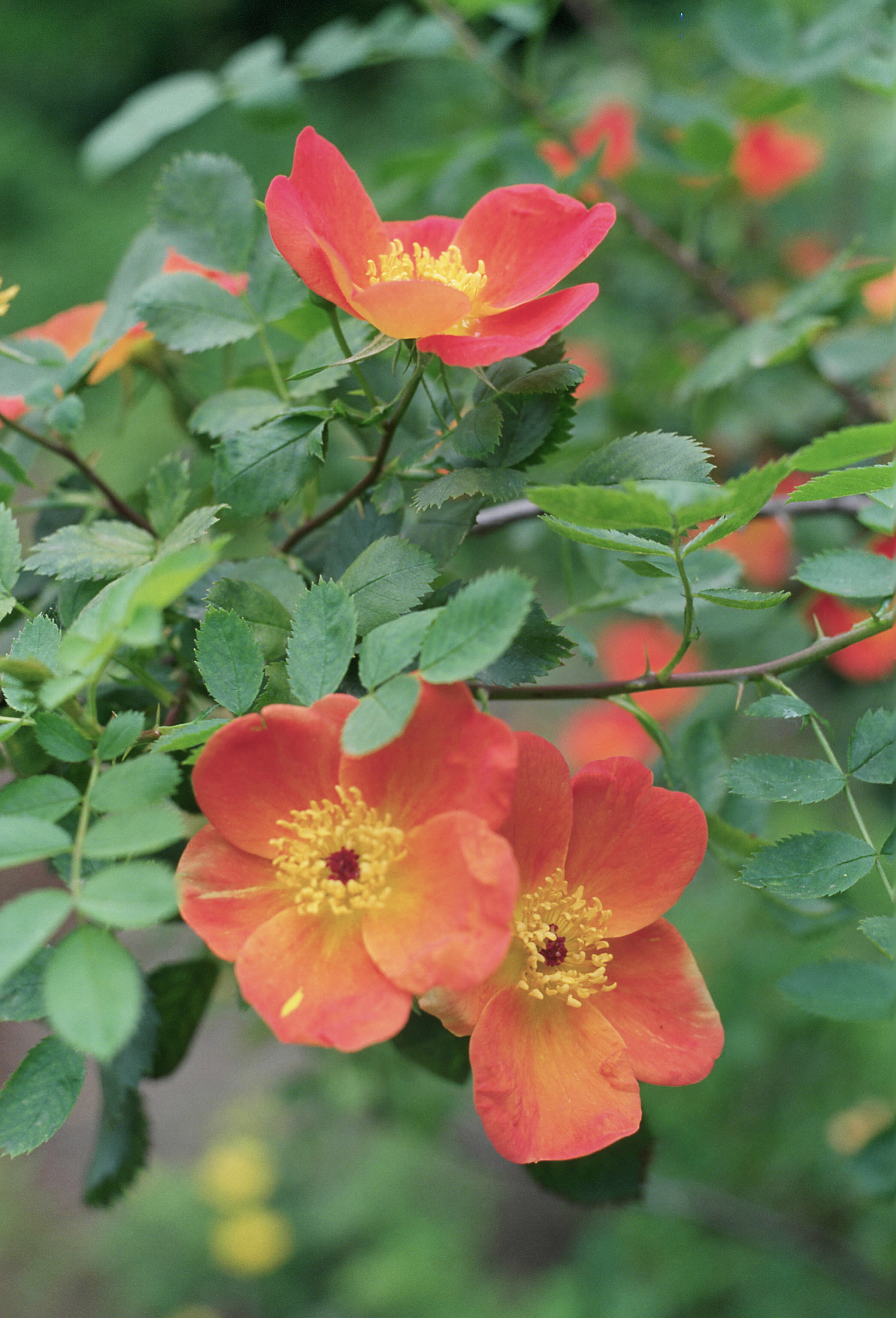
ronce d'Autriche
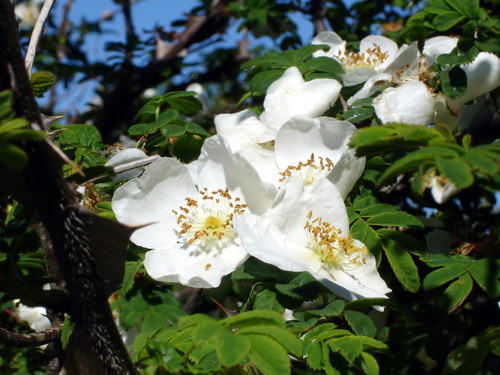
Rosa sericea f. pteracantha
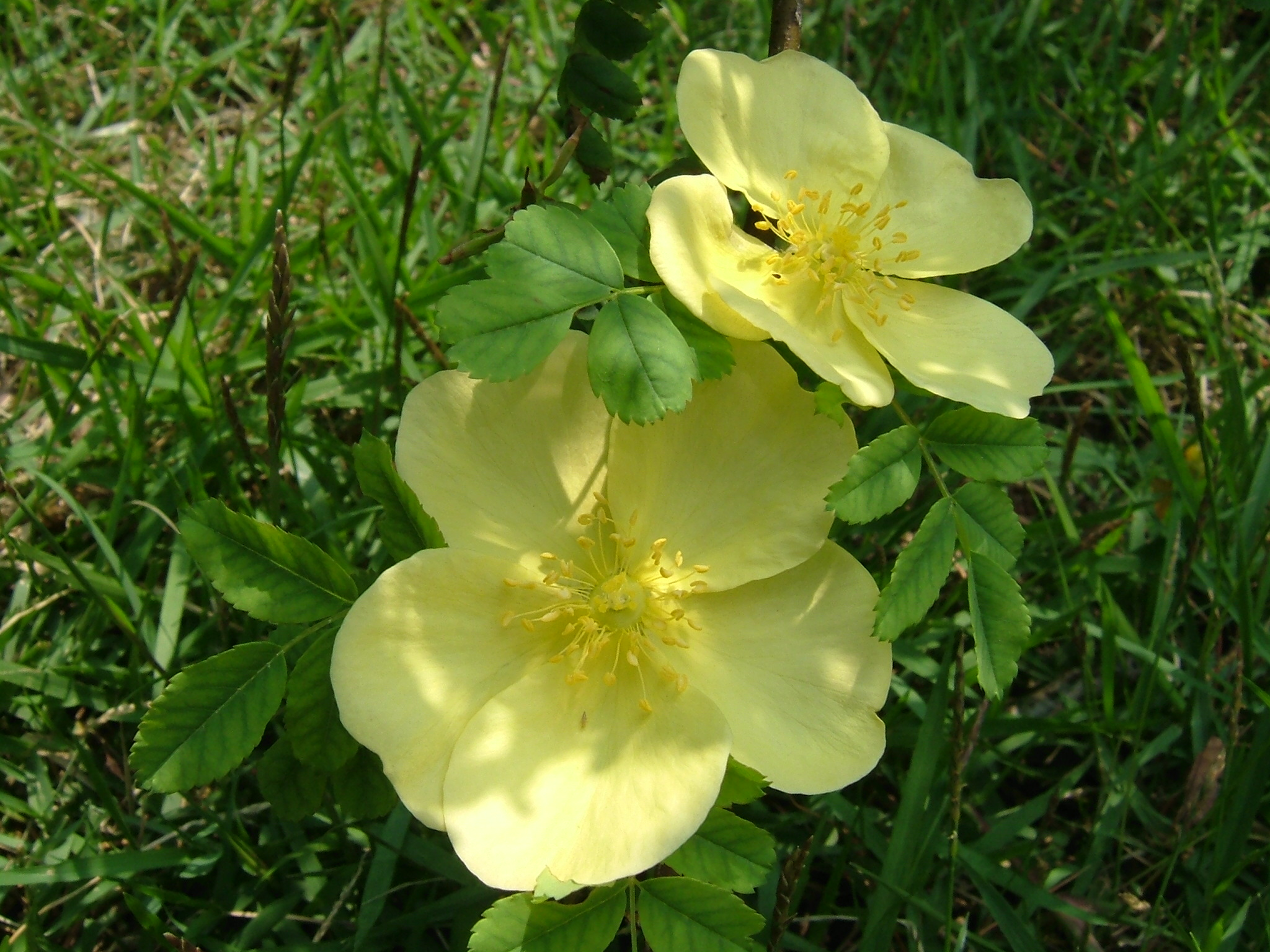
Rosa hugonis
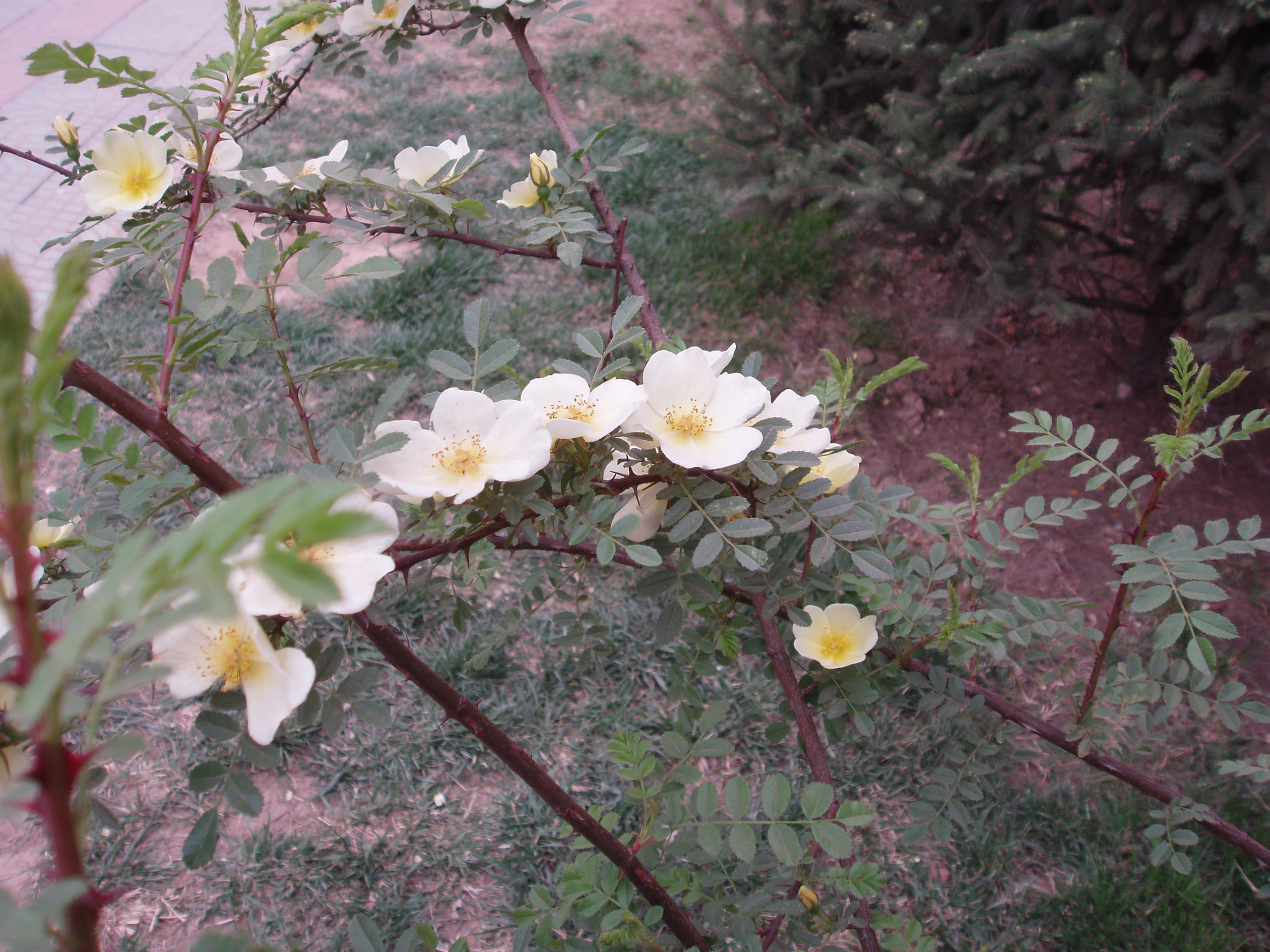
Rosa xanthina

Rosa xanthina f. spontanea, 'Canary Bird' le type sauvage et Rosa xanthina Lindl., le rosier de Mandchourie trouvé dans le jardin d'un mandarin chinois et inconnu dans la nature sont grimpants.
Parmi les hybrides de Rosa  sect. Pimpinellifoliae 'Maigold' est un grimpant.

### Parmi lesBanksianae

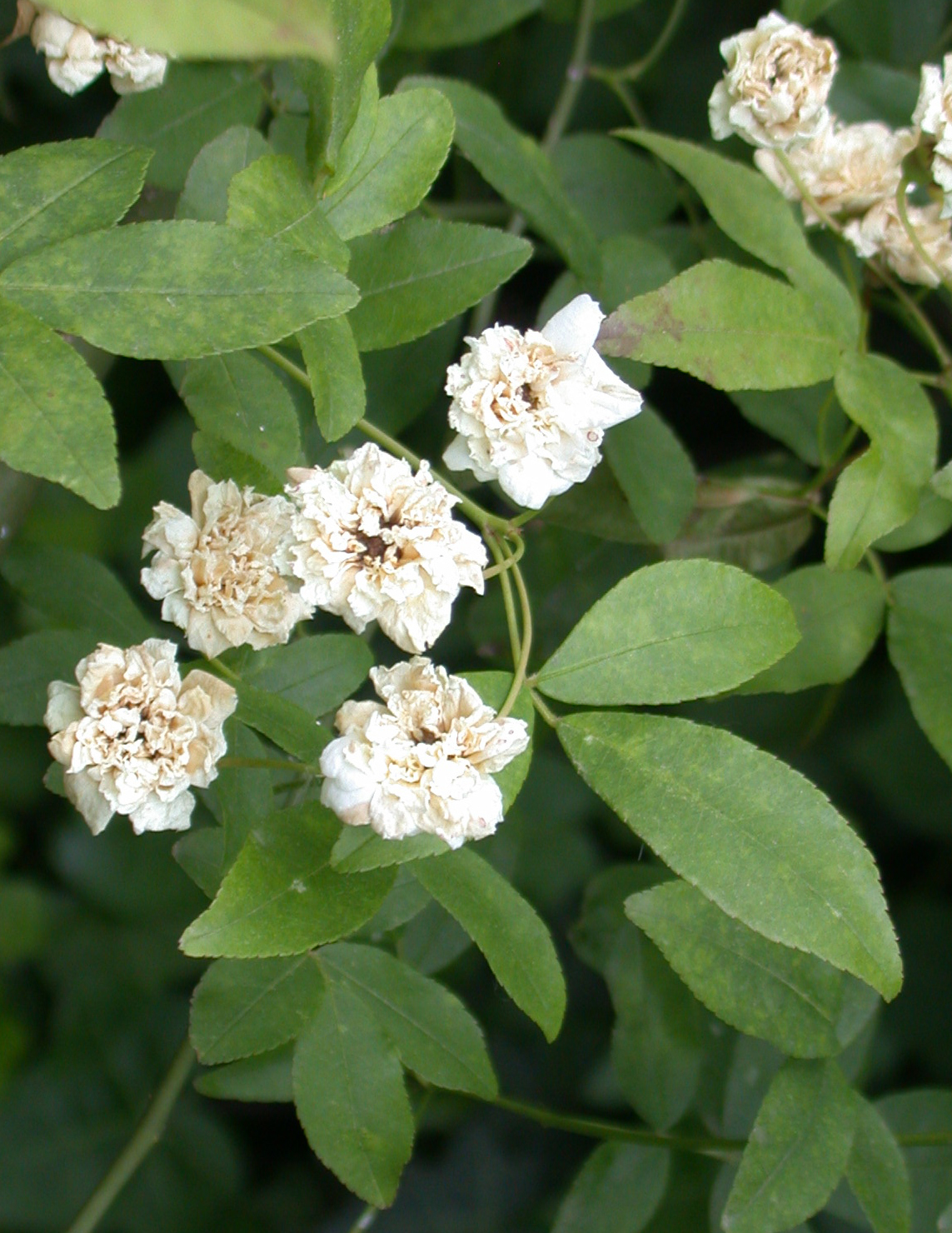
Rose de Lady Banks.

Parmi les Banksianae Rosa banksiae var. normalis', originaire de Chine, qui atteint 6 à 15 mètres avec ses longues tiges inermes, à petites fleurs blanches, simples et odorantes, est considéré comme la forme sauvage.
Rosa banksiae 'Alba Plena', ou rose de Lady Banks, a été cultivé en Chine pendant des centaines d'années. L'espèce a été introduite en Europe par William Kerr qui acquit en 1807, à l'occasion d'une expédition botanique organisée par Joseph Banks, le premier rosier de Lady Banks, Rosa banksiae var. banksiae, aux fleurs blanches doubles, à la célèbre pépinière Fa Tee près de Canton.
D'autres formes cultivées en Chine ont été découvertes par la suite, des grimpants à fleurs jaunes Rosa banksiae 'Lutea', aux fleurs doubles, sans odeur et Rosa banksiae 'Lutescens', très odorant.
Deux de leurs hybrides sont aussi cultivés dans les jardins chinois depuis très longtemps, Rosa fortunia (Rosa banksiae × Rosa laevigata) aux grandes fleurs doubles crème, non remontant et Rosa cymosa grimpant non remontant à nombreuses petites fleurs blanches en corymbes.

### Parmi lesLaevigatae
Chez les Laevigatae, le rosier botanique est un rosier de 6 mètres à fleurs blanches, originaire de Chine qui a été introduit en Amérique du Nord où il s'est naturalisé au point d'y prendre le nom de Rosier des Cherokees.
Ses hybrides les plus connus sont les Rosa ×anemonoides (Rosa laevigata × Rosa ×odorata), ‘Pink Cherokee’ ou « rose Anémone » aux fleurs rose pâle et Rosa ×anemonoides 'Ramona' ou ‘Red Cherokee’, rose foncé, un sport de ‘Pink Cherokee’.
Les autres hybrides encore cultivés sont 'Cooper's Burmese' à fleurs blanc ivoire et ‘Silver Moon’ (Rosa laevigata × un hybride de Rosa wichuraiana), liane à grandes fleurs blanches de 10 à 12 cm semi-doubles.

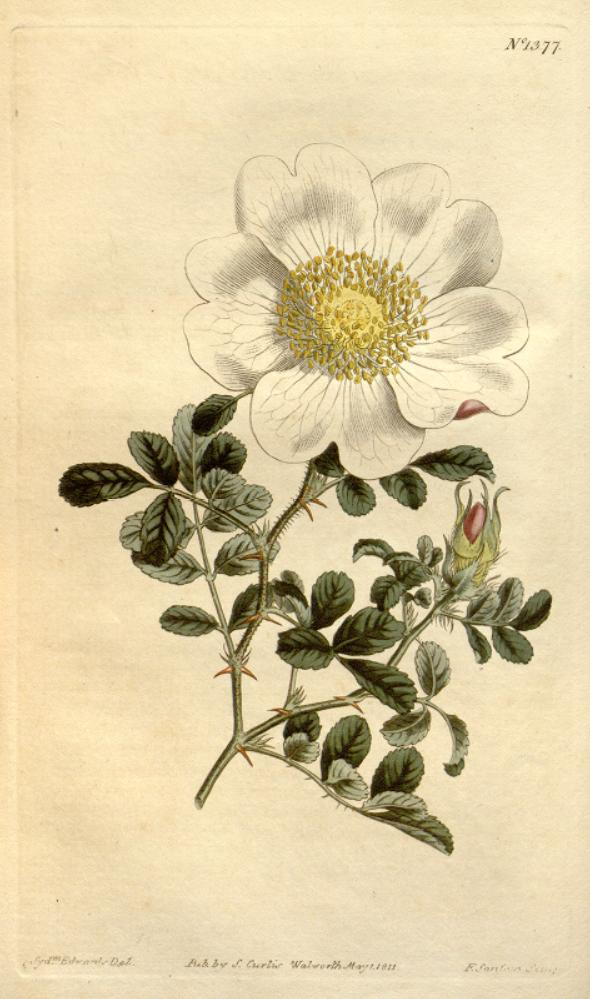
Rosa bracteata.

### Parmi lesBracteatae
Rosa bracteata, haut de 4 à 5 mètres, aux nombreuses fleurs blanches et à odeur citronnée, originaire de Chine et d'Inde, a été introduit en Angleterre en 1793 par Lord Macartney.
Parmi ses nombreux hybrides, seuls deux continuent à être cultivés :‘Leonida’ et ‘Mermaid’.

### Parmi lessynstylae
Le rosier des champs, Rosa arvensis, aux feuilles caduques et à la floraison non remontante, pousse dans les haies notamment en Europe de l'Ouest et en Turquie. Il forme des fourrés arbustifs. Il est cultivé officiellement depuis 1750, peut-être depuis beaucoup plus longtemps. Il a eu jusqu'à environ 50 hybrides qui ont presque tous disparu et seuls trois rosiers d'Ayrshire classés dans les rosiers anciens sont encore cultivés
Rosa arvensis ’Ayrshira’ découvert en Amérique du Nord en 1767 est sans doute un hybride Rosa arvensis × Rosa setigera, un synstylae d'Amérique du Nord.

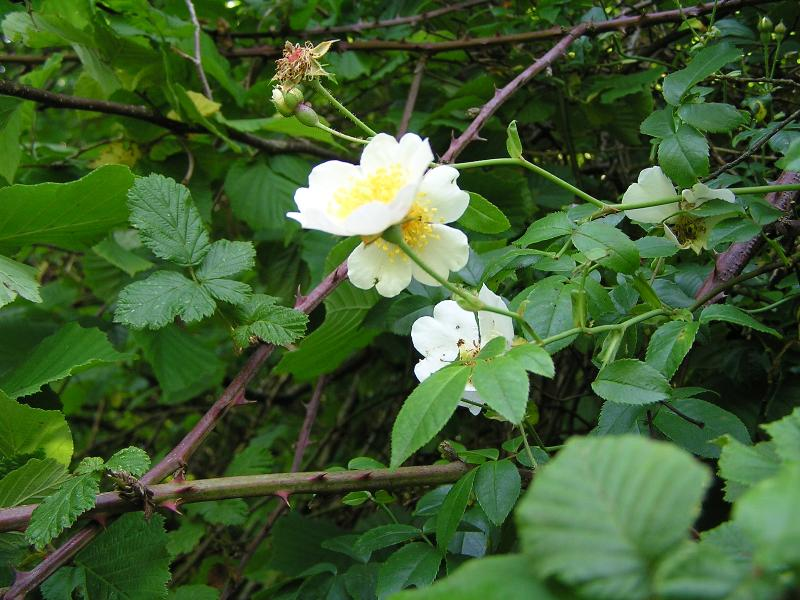
Rosier des champs.
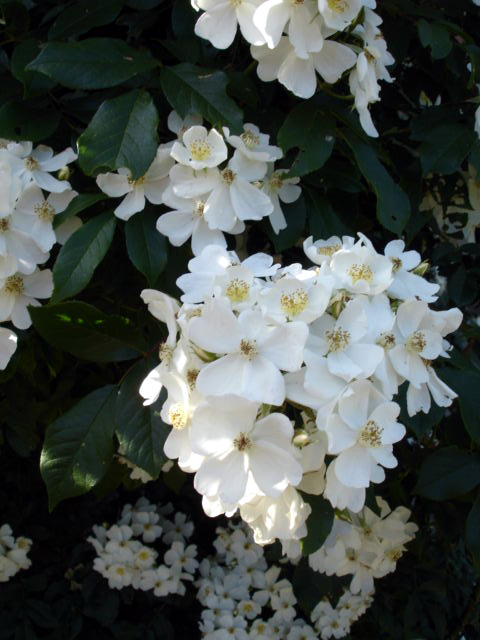
Rosa filipes.
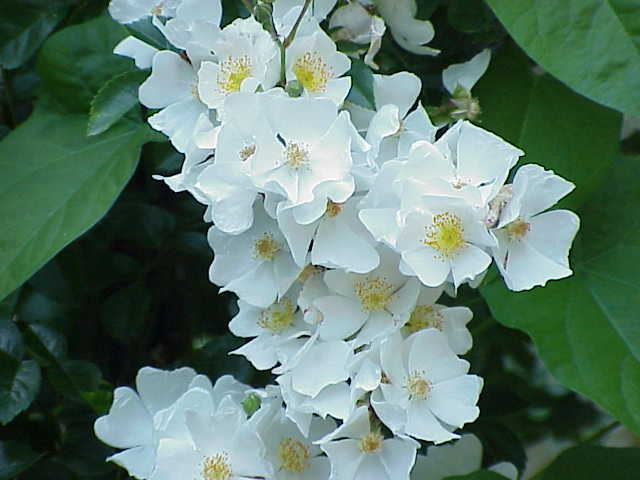
Rosa luciae.
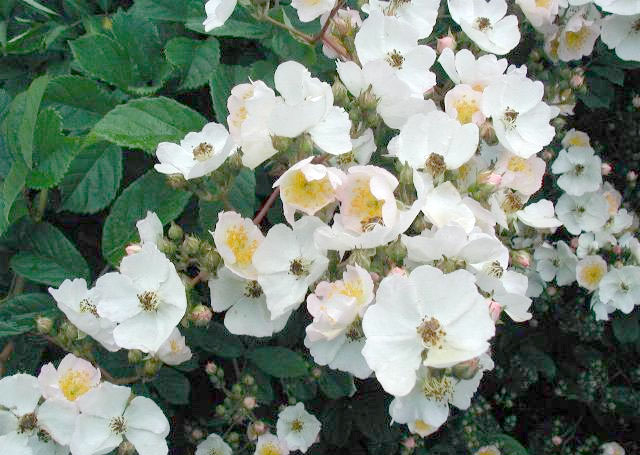
Rosa multiflora.

Rosa sempervirens, le rosier toujours vert, est lui aussi originaire d'Europe.
Tous les Synstylae originaires d'Asie sont de forme grimpante : Rosa ×beanii (Rosa anemoneflora), Rosa brunonii Lindl., Himalayan Musk Rose, Brown's Musk Rose, Rosa helenae Rehder & E. H. Wils., Rosa filipes Rehd. & E.H. Wils., Rosa henryi Bouleng., Rosa longicuspis, Rosa moschata, et Rosa moschata 'Grandiflora (Rosa moschata × Rosa brunonii), Rosa mulliganii, Rosa soulieana et Rosa luciae Franch. & Rochebr. ex Crép. (synonyme Rosa wichuraiana Crép.), le rosier de Wichura, le parent de tous les rosiers grimpants actuels à feuilles luisantes.
Rosa multiflora Thunb., le rosier multiflore, possède plusieurs variétés,
- Rosa multiflora 'Adenochæta', très rustique, à grandes fleurs blanches,
- Rosa multiflora 'Flore Pleno' et 'Carnea' qui diffèrent par leurs fleurs doubles blanches ou roses,
- Rosa multiflora 'Cathayensis', à grandes fleurs blanches au bord rosé,
- Rosa multiflora watsoniana, trouvée en 1850 dans un jardin japonais
- et Rosa multiflora 'Platyphilla' le Seven sisters rose aux fleurs qui passent du carmin au violet et au blanc.

### Parmi lesCinnamomeae
La plupart sont des buissons mais Rosa caudata et Rosa moyesii tous deux originaires de Chine sont hauts de 4 mètres.

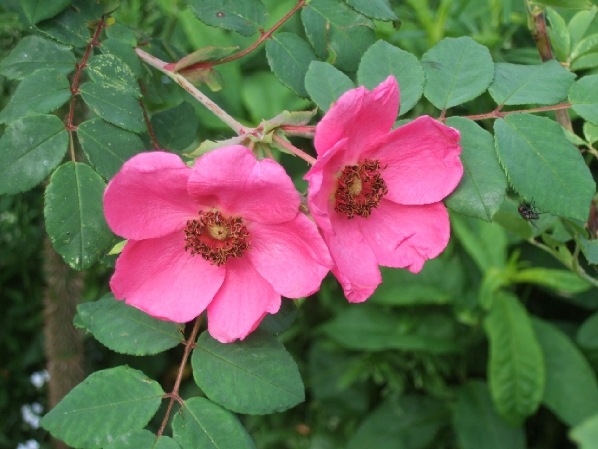
Rosa moyesii
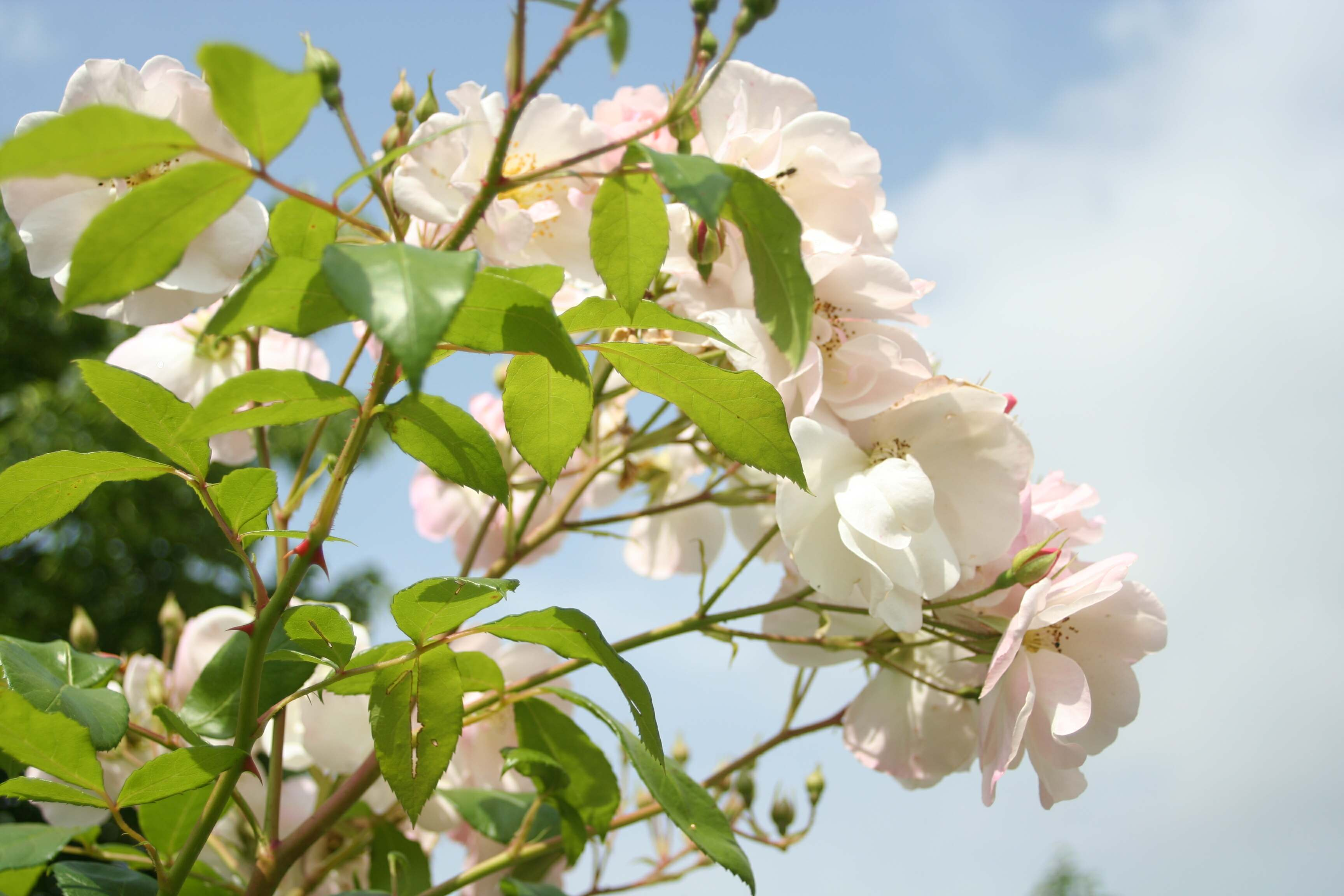
et un de ses hybrides 'Nevada'.

### Parmi lesChinenses
Les rosiers de la section Chinenses dont une partie sont grimpants, sont originaires de Chine, de Birmanie, du nord de la Thaïlande et du nord du Vietnam.
Rosa chinensis Jacq. - est le rosier de Chine. Une sélection chinoise très ancienne 'Old Blush' ou 'Bengale rose' (Rosa chinensis 'Spontanea' × Rosa gigantea) est un rosier pouvant, palissé, atteindre 3 mètres. Ses fleurs roses semi-doubles, odorantes fleurissent très longtemps. Une autre 'Fortune's Double Yellow' est jaune cuivré.
Rosa ×odorata (Andrews) Sweet. (Rosa chinensis × Rosa gigantea) est un hybride (spontané ou non) cultivé en Chine et Rosa ×odorata nothovar. gigantea (Collett ex Crép.) Rehder & E. H. Wilson est une nothovariété de la précédente.
Rosa indica 'Odorata' ou 'Rosa indica flagrens 'ou 'Hume's Blush Tea-scentes China' le premier arrivé en Europe, acheté malgré le blocus par Joséphine de Beauharnais pour sa roseraie, dessiné par Redouté à fleurs semi-doubles rose clair, est le parent des roses thé.
'Park's Yellow Tea-scentes China' à fleurs doubles jaune clair, est sans doute lui aussi un hybride spontané.

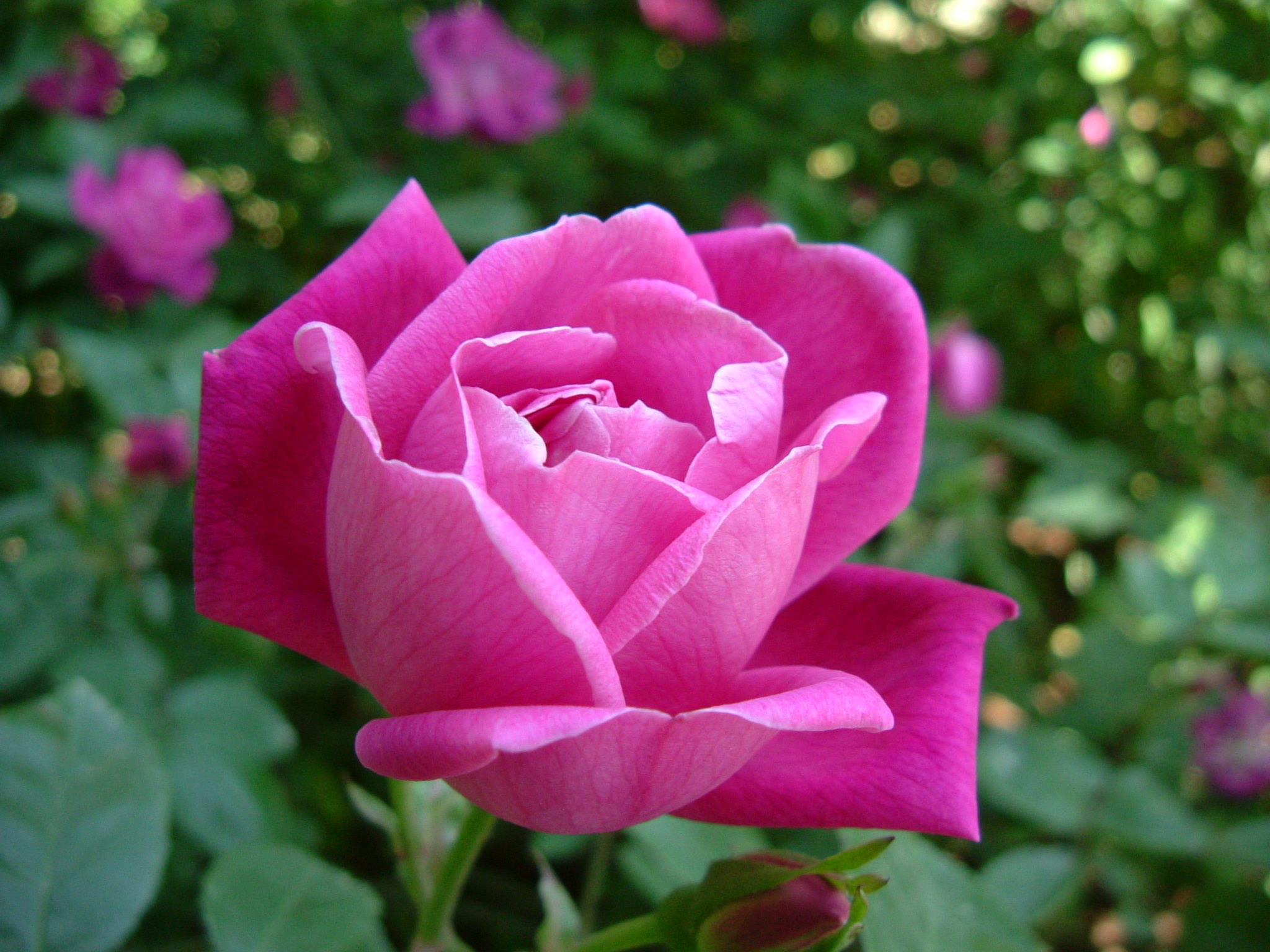
Rosa chinensis
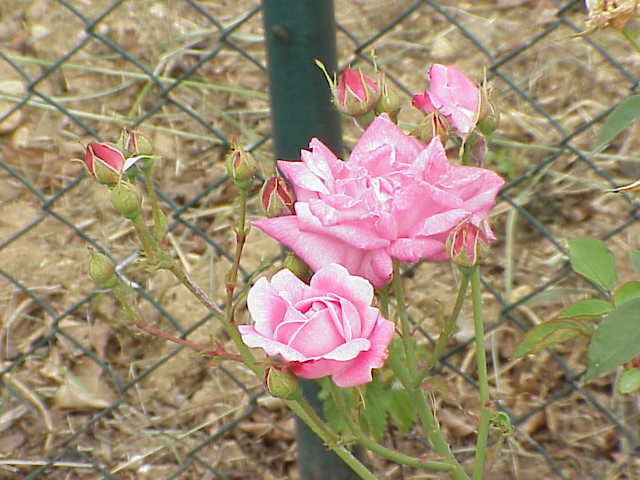
'Old Blush'.
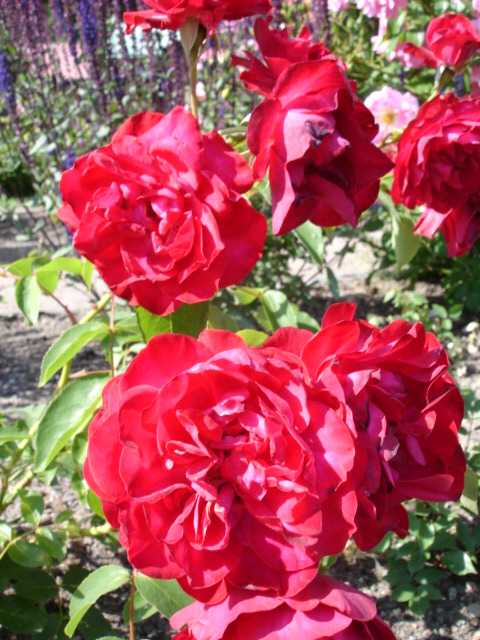
'Bengale Rouge'.

Ce sont les hybrides des Rosa odorata qui ont donné naissance aux rosiers Portland, rosiers Noisette, les rosiers Bourbon, les rosiers thé, les hybrides de thé dont beaucoup sont des rosiers grimpants. Ils ont apporté le caractère « remontant » de la floraison, c'est-à-dire leur capacité de refleurir au cours de l'été voire de fleurir continuellement jusqu'à la fin de l'automne, un caractère généralement absents des espèces connues en Europe avant le XVIIIe siècle.

## Rosiers grimpants anciens
Rosa ×alba
Parmi les rosa ×alba, ‘Blush Hip’ aux fleurs roses très doubles peut être palissé tout comme ‘Madame Plantier’ aux fleurs blanc crème.
Rosiers d'Ayrshire
Ce sont des hybrides de Rosa arvensis. Tous ceux encore cultivés sont des grimpants très vigoureux, couramment palissés à 5 mètres. ‘Splendens’, ou ‘Myrrh-Scented Rose’, ou ‘Ayrshire Splendens’ aux fleurs en coupe d'un blanc ivoire bordé de carmin, remarquables par leur odeur de myrrhe, découvert en 1776 dans un jardin près d'Ayr, ‘Venusta Pendula’, blanc, sans odeur et ‘Bennet's Seedling’ (Rosa thoresbyana) aux gros bouquets de fleurs semi-doubles roses au parfum de myrrhe.
Rosiers Bourbon
À l'île Bourbon (aujourd'hui île de La Réunion) est apparu un rosier hybride par le croisement de Rosa ×damascena ‘Semperflorens’ et Rosa ×chinensis ‘Parson's Pink China’ ou ‘Old Blush’, appelé localement le rosier ‘Edwards’ qui est à l'origine des rosiers Bourbon.
En 1893 est apparu un sport grimpant de ‘Souvenir de la Malmaison’, ‘Climb. Souvenir de la Malmaison’. Les autres rosiers Bourbon grimpants encore cultivés sont ‘Zéphirine Drouhin’ (Bizot, 1868), rose lilas, sans épines, ‘Blairi n°1’ et ‘Blairi n°2’ obtenus par Blair en 1845, aux grandes fleurs doubles roses, ‘Katleen Harrop’, sport de ‘Zéphirine Drouhin’, inerme comme lui, à floraison continue de fleurs semi-doubles rose nacré et ‘Martha’, autre sport de ‘Zéphirine Drouhin’, lui aussi inerme et à floraison continue de fleurs rose plus pâle à centre crème

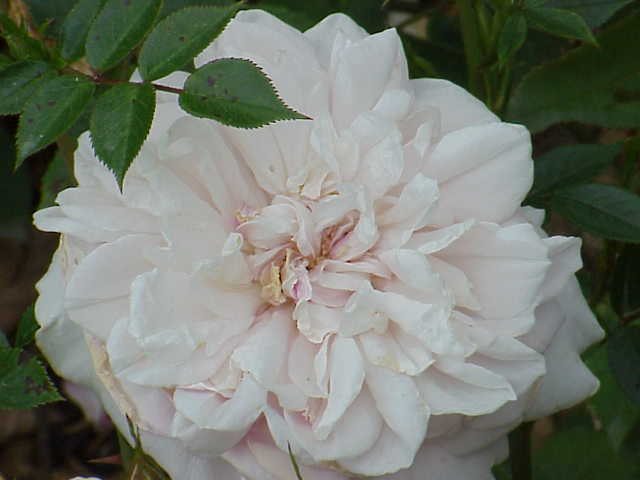
‘Souvenir de la Malmaison’.
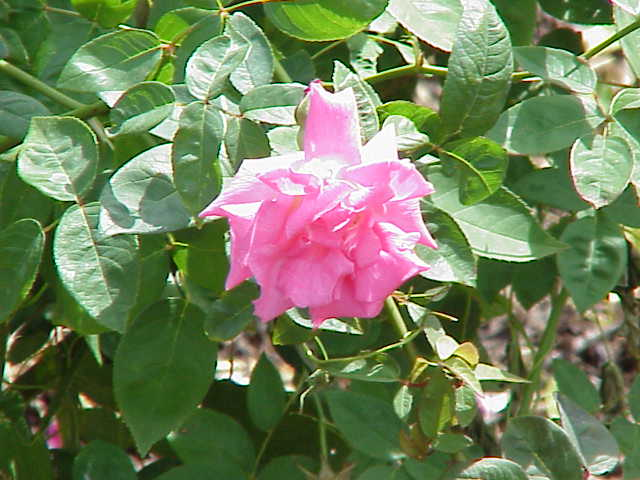
‘Zéphirine Drouhin’.
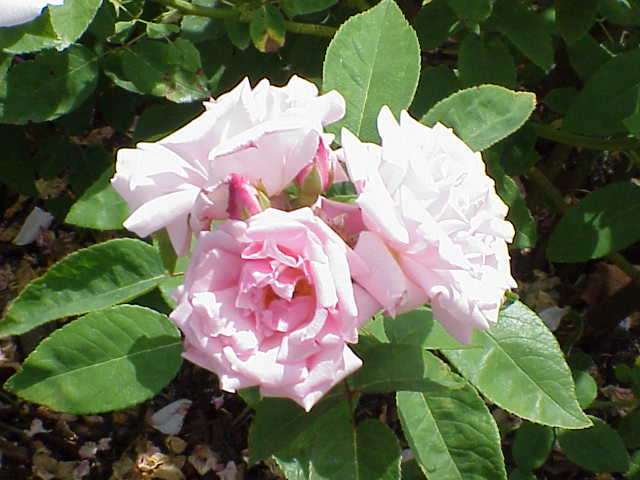
‘Kathleen Harrop’, Dickson, 1919.
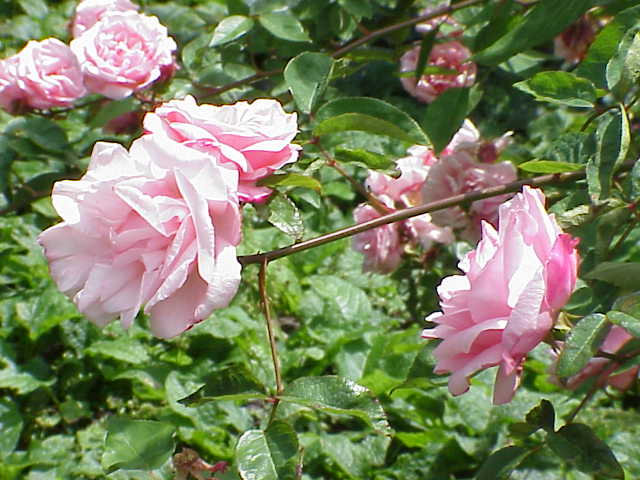
‘Martha’, Zeiner, 1911.

Rosiers de Boursault
Rosa ×lheritieranea est un hybride de Rosa chinensis, un rosier grimpant haut de 4 mètres, obtenu avant 1820, à fleurs rouges plus ou moins doubles, groupées en corymbes. De lui dépendent les rosiers de Boursault, presque tous grimpants. Ceux encore actuellement cultivés, tous inermes, sont ‘Crimson Boursault’ (ou ‘Amadis’), ‘Blush Boursault’ et ‘Madame de Sancy de Parabère’.

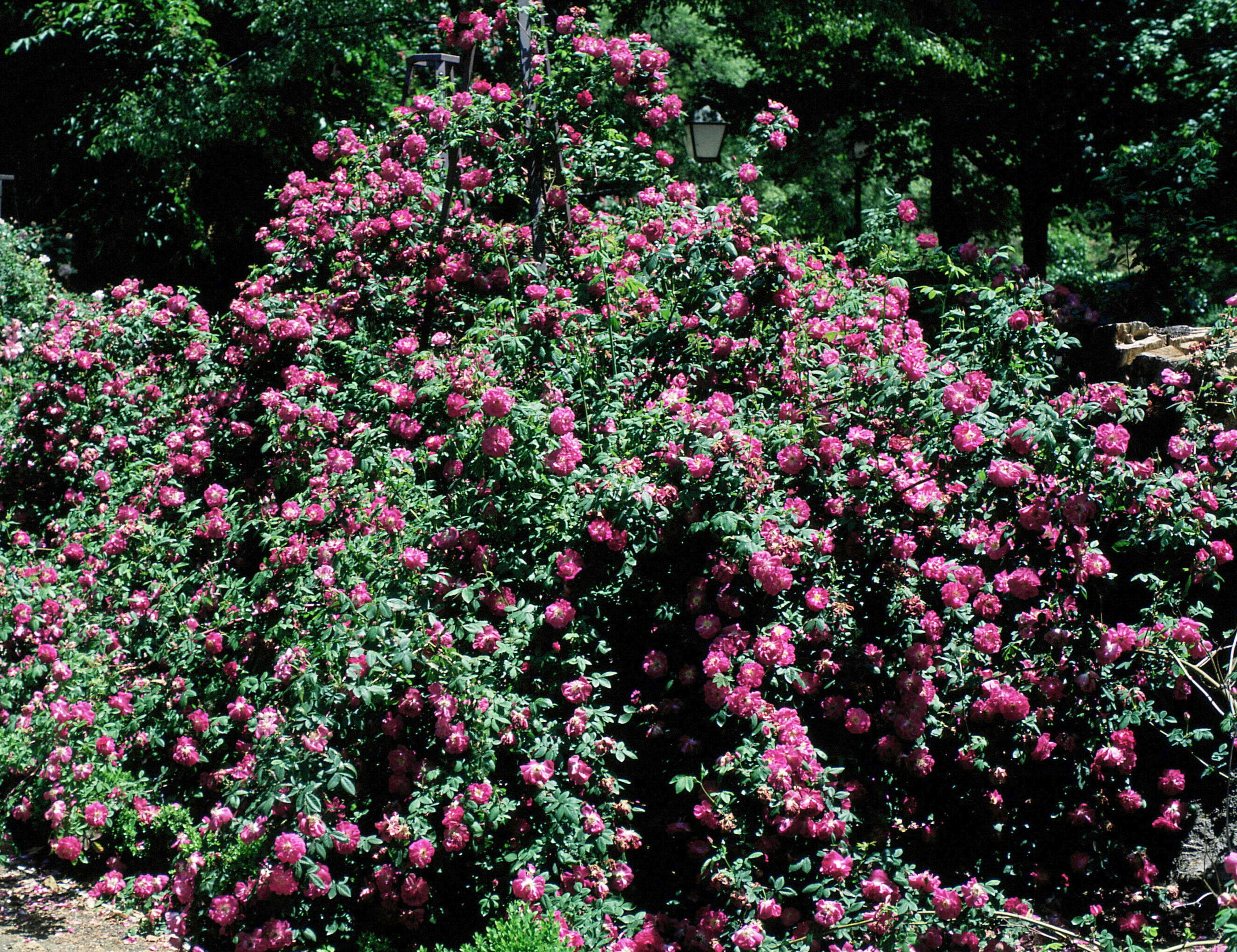
‘Amadis’.

Hybrides de Rosa bracteata

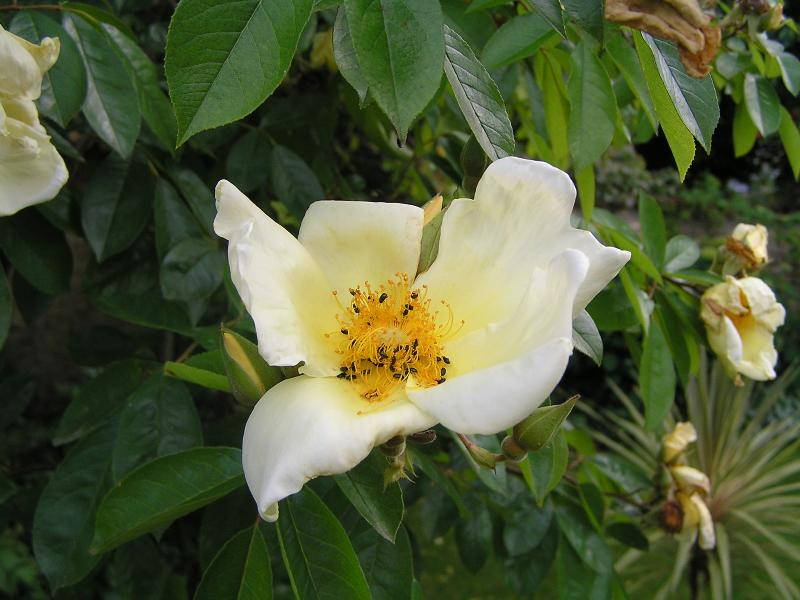
Rose ‘Mermaid’.

Deux seulement continuent à être cultivés :‘Leonida’ (Rosa bracteatax Rosa lævigata) aux fleurs blanches doubles et surtout ‘Mermaid’ (Rosa bracteata x un rosier thé) à grandes fleurs simples jaunes qui fleurissent de juillet à l'automne.
Hybrides de Rosa canina
‘Andersoni’ (Rosa canina × inconnu) à fleurs rose pur a été obtenu par Hillier en 1912.
‘Kiese’ (Rosa canina × ‘Général Jacqueminot’) aux fleurs simples ou semi-double rouges en corymbe, obtenu par Kiese en 1910 est très cultivé.
Hybrides de Rosa multiflora
Certains sont très proches du type de l'espèce, c'est le cas de ‘Rambling Rector’, à fleurs blanches semi-doubles, et ‘Seagull’, à fleurs blanches doubles.
‘Aglaia’ (Rosa multiflora × ‘Rêve d'or’), est le premier grand sarmenteux jaune, aux fleurs jaune paille, semi-doubles parfumées.
‘Veilchenblau’ ou ‘Bleu-Violet’, obtenu par Schmidt en 1909, d'un très rare violet foncé (issu de 'Crimson Rambler' x 'Souvenir de Brod') et ‘Ghislaine de Féligonde’, aux multiples petites fleurs doubles passant du jaune à l'ivoire, sont les deux hybrides de Rosa multiflora encore très cultivés.

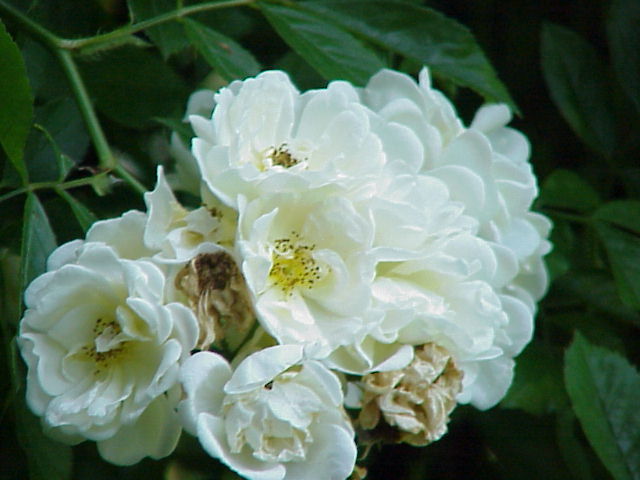
'Goldfinch'.
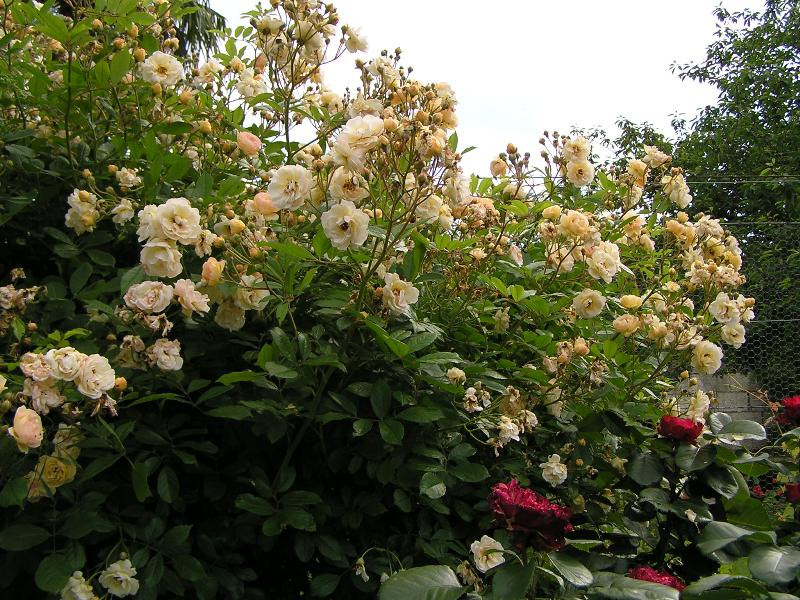
'Ghislaine de Féligonde'.
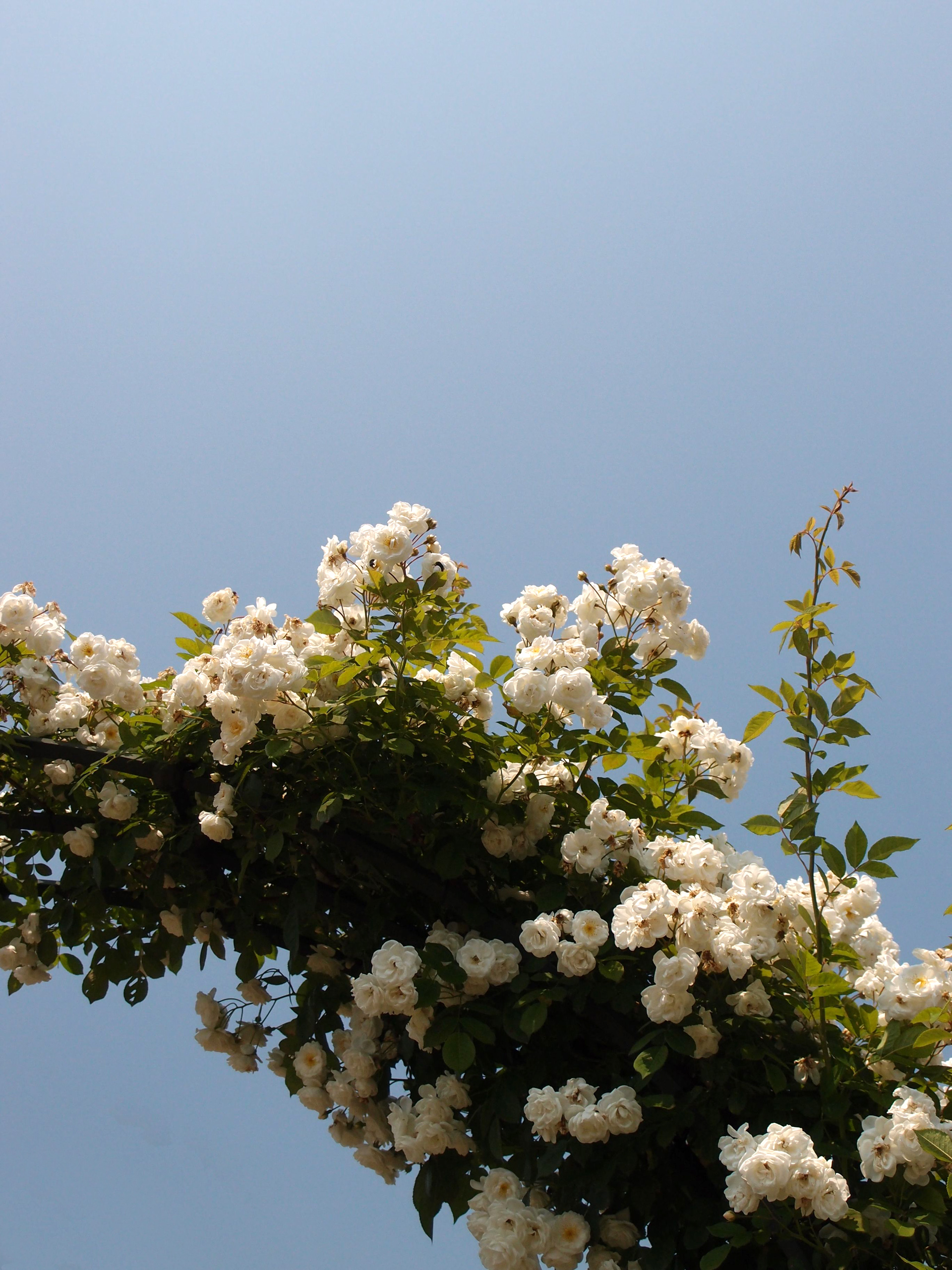
'Neige d'Avril'.
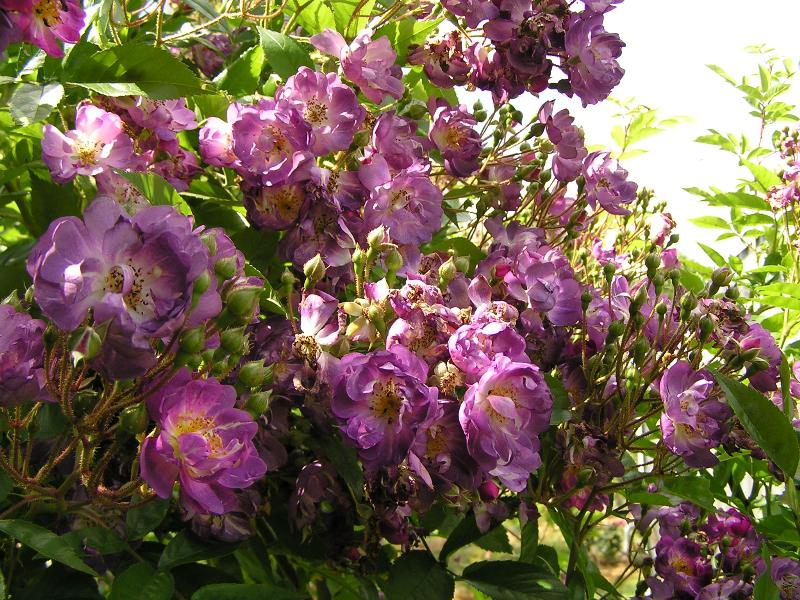
'Veilchenblau'.
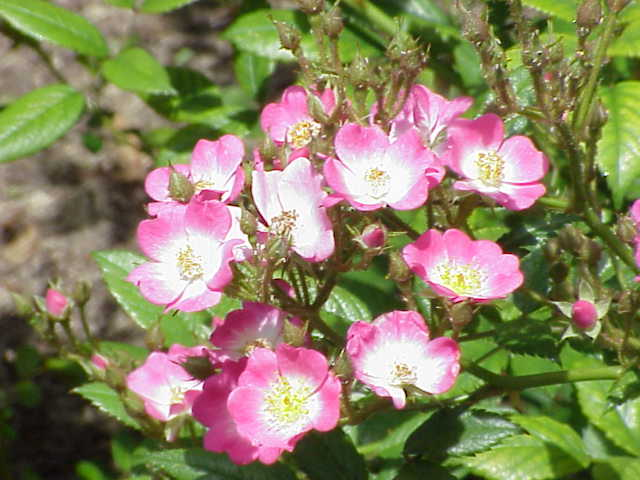
'Ballerina', hybride de Rosa moschata

‘The Garland’ est un hybride de deux synstylae (Rosa moschata × Rosa multiflora) aux fleurs blanches doubles et plates et, comme tous, à odeur musquée.

### Hybrides deRosa sempervirens

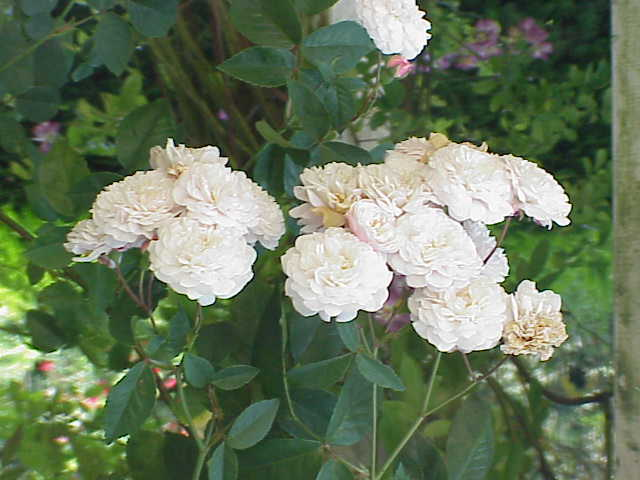
‘Félicité et Perpétue’.

Entre 1825 et 1830, Jacques, le jardinier-chef du duc d'Orléans (futur Louis-Philippe Ier) obtint une quarantaine de nouveaux rosiers en hybridant Rosa sempervirens et certains sont des grimpants encore cultivés : le fameux ‘Félicité et Perpétue’, mondialement connu, au feuillage dense et à nombreuses petites fleurs blanches à quartiers parfumées, ‘Adélaïde d'Orléans’ à petites fleurs roses doubles parfumées, 'Princesse Louise', très florifère aux fleurs blanches au revers rose carné, ‘Princesse Marie’, à fleurs rose vif, ‘Spectabilis’, aux fleurs plus grandes, roses teintées de lilas, ‘Flora’ aux petites fleurs rose foncé très doubles.
Hybrides de Rosa setigera
‘Long John Silver’ (Horvath, 1934) aux grandes fleurs très doubles, blanches, en coupe, parfumées et ‘Baltimore Belle’ sont des grimpants encore présents dans les catalogues.
Hybrides de Rosa wichuraiana et de Rosa luciae
Ce sont des grimpants très vigoureux à feuilles luisante. L'on distingue ‘American Pillar’ aux bouquets de fleurs rouges simples de mai à juillet, obtenu par Van Fleet en 1902 (Rosa wichuraiana × Rosa serigera), ‘Débutante’ aux fleurs doubles roses, tuyautées, obtenu par Walsh en 1902 (Rosa wichuraiana × 'Baronne de Rothschild'), ‘Dr W. van Fleet’, dont descend ‘New Dawn’ qui, lui, est remontant, ‘Evangeline’, aux grandes fleurs blanches tachées de rose, ‘Lady Gay’, ‘Lady Godiva’, ‘Merveille de la Brie’ un peu oubliés et qui ne sont presque plus cultivés car très sensibles aux maladies, ‘Dorothy Perkins’, ‘White Dorothy Perkins’ et ‘Excelsa’ (‘Dorothy Perkins’ rouge).
Les hybrides de Rosa luciae ont été très nombreux et les plus connus sont ‘Albéric Barbier’, aux fleurs blanc ivoire très doubles à quartier venant de boutons jaunes, ‘Albertine’, aux fleurs roses saumon semi-doubles, qui aime la mi-ombre, ‘Henri Barruet’, ‘René André’, ‘Léontine Gervais’ aux couleurs allant du jaune au cuivré, eux aussi obtenus par Barbier, tout comme ‘Alexandre Girault’ et ‘Paul Noël’, rosier rose parfumé pleureur obtenu par Tanne en 1910
‘Gardenia’ vigoureux, au feuillage brillant, aux fleurs très doubles blanc crème et ‘May Queen’, rosier grimpant à la très abondante floraison de fleurs doubles en quartiers rose lilas, sont des hybrides de Rosa wichuraiana ou de Rosa luciae obtenus aux États-Unis par Manda

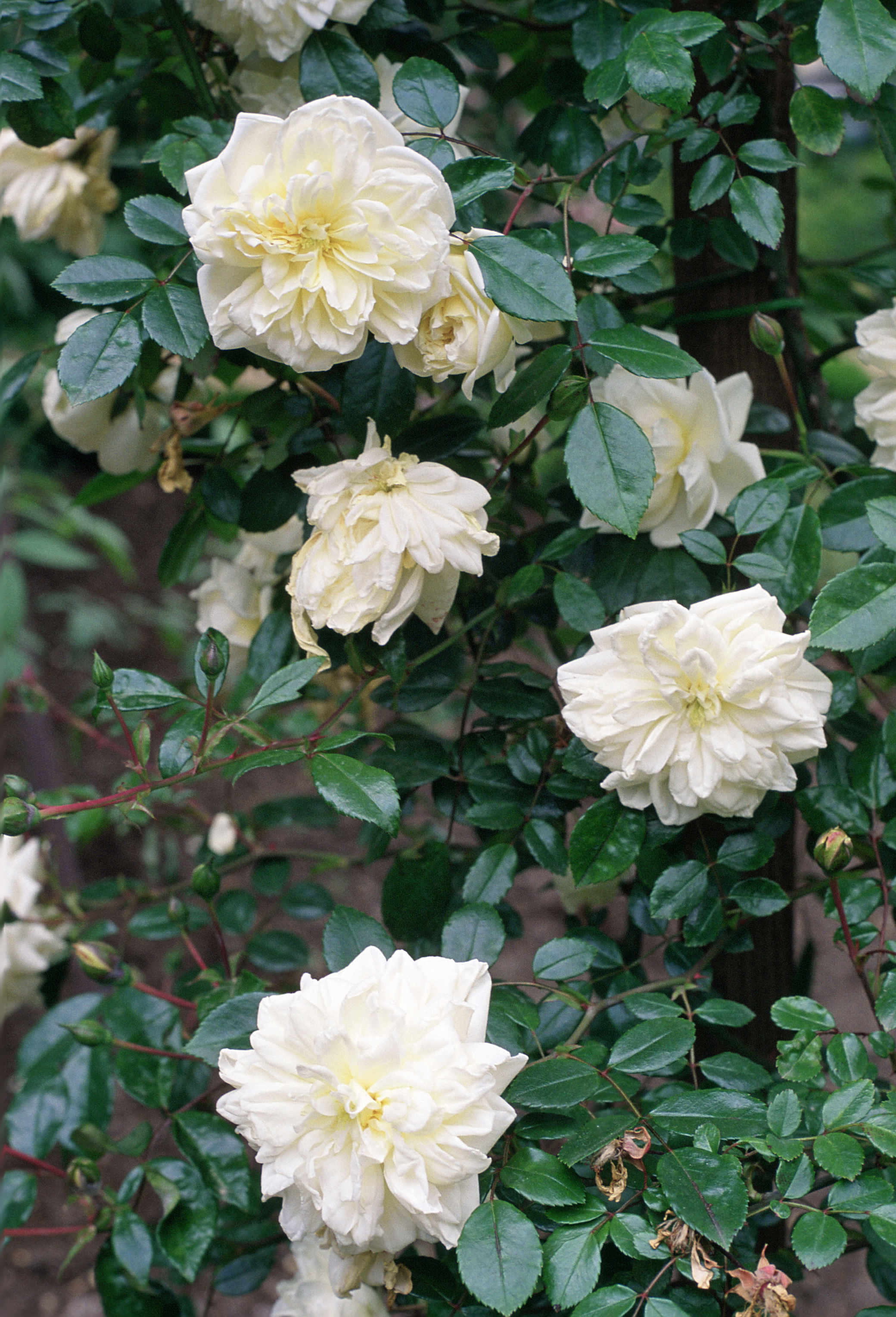
‘Albéric Barbier’ au jardin botanique de Madrid.
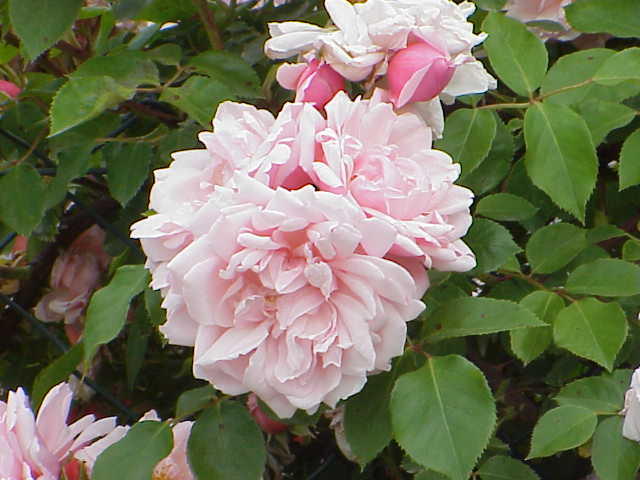
‘Albertine’.
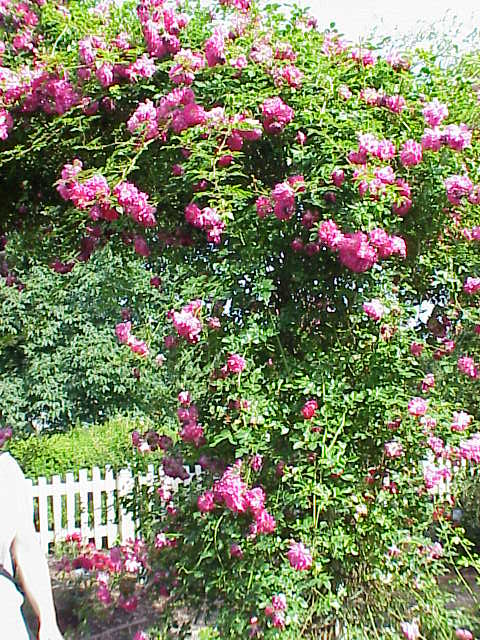
‘Alexandre Girault’.
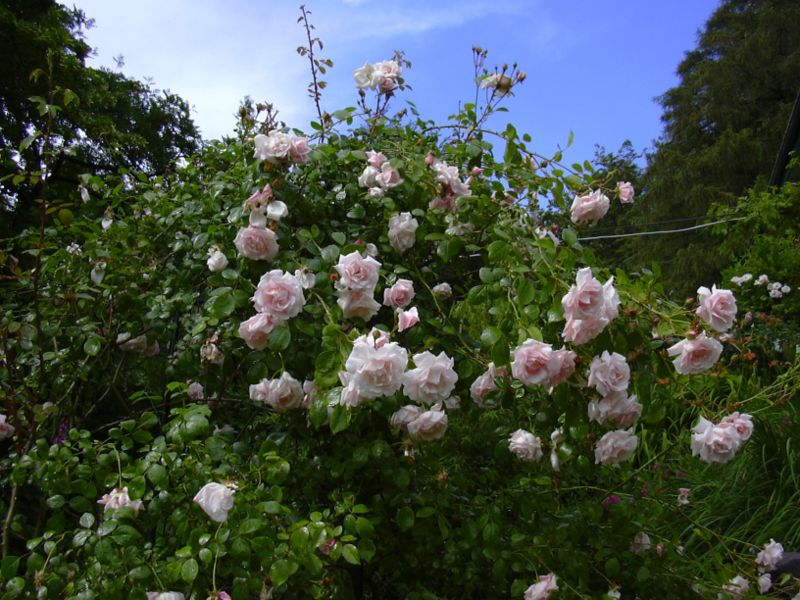
'New Dawn’.

Rosier de Noisette
C'est à partir de ‘Champney's Pink Rose’, hybridation de Rosa moschata × ‘Old Blush’, à floraison non remontante de grosses fleurs roses que sont nés, par semis puis hybridation, les rosiers de Noisette, des rosiers vigoureux, presque inermes, aux fleurs odorantes en bouquets à floraison remontante. Ce sont 'Blush Noisette’ obtenu par semis par Louis Noisette et ‘Aimée Vibert’ ou ‘Bouquet de Mariée’ ('Champney's Pink Cluster' × hybride de Rosa sempervirens, Vibert, 1828), aux petites fleurs très doubles en bouquets, blanches.
‘Jaune Desprez’, obtenu par Desprez en 1830 est le premier thé-Noisette, un grimpant qui atteint 7 mètres à fleurs jaune pâle teinté d'abricot. C'est l'hybride d'un Rosa odorata à fleurs jaunes avec 'Blush Noisette'. ‘Gloire de Dijon’ jaune teinté d'ivoire, aux très grandes fleurs en coupe est un hybride de ‘Jaune Desprez’ obtenu par Jacotot en 1853.
‘Mme Alfred Carrière’, obtenu par Schwartz en 1879, pour certains le plus beau rosier par la forme et la couleur blanc rosé de ses fleurs, leur abondance, la durée de floraison et leur odeur, qui, palissé, monte à 5 mètres et 'Rêve d'Or’ jaune pâle, très florifère, sont encore très cultivés.

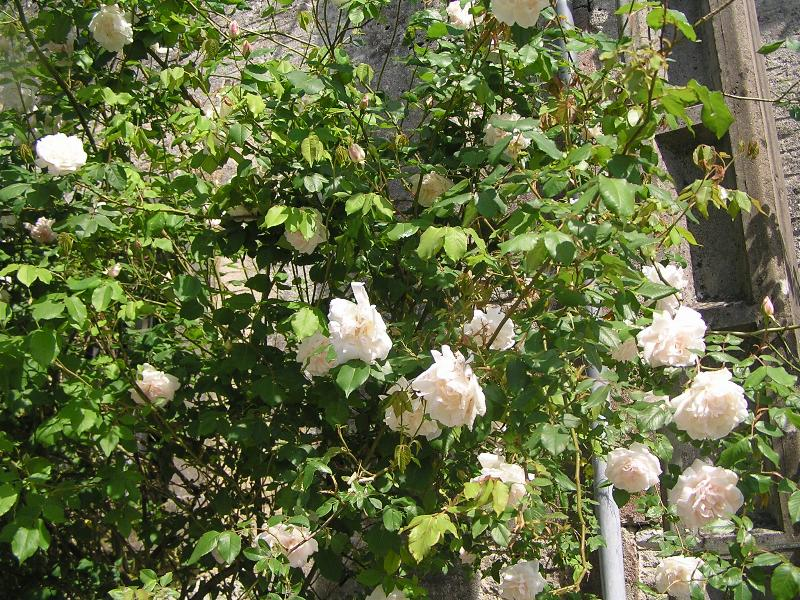
‘Mme Alfred Carrière’
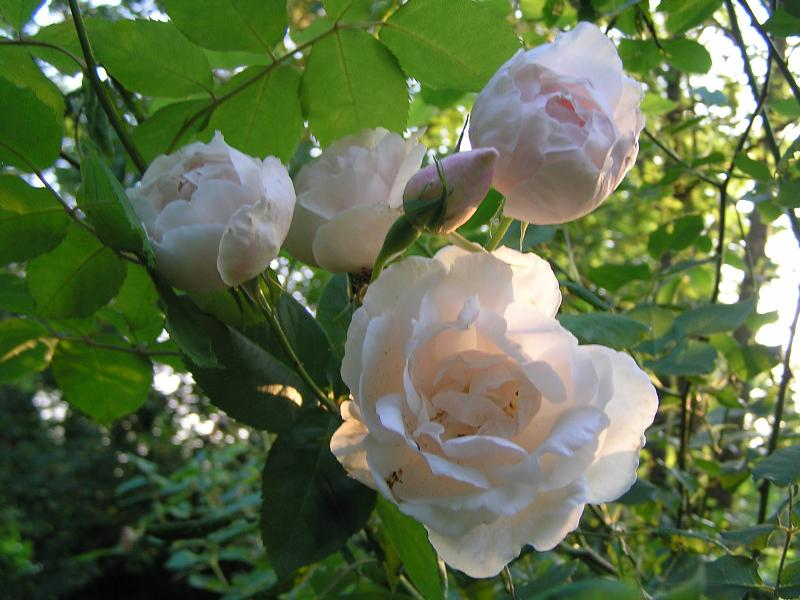
Fleur en gros plan de Mme Alfred Carrière.
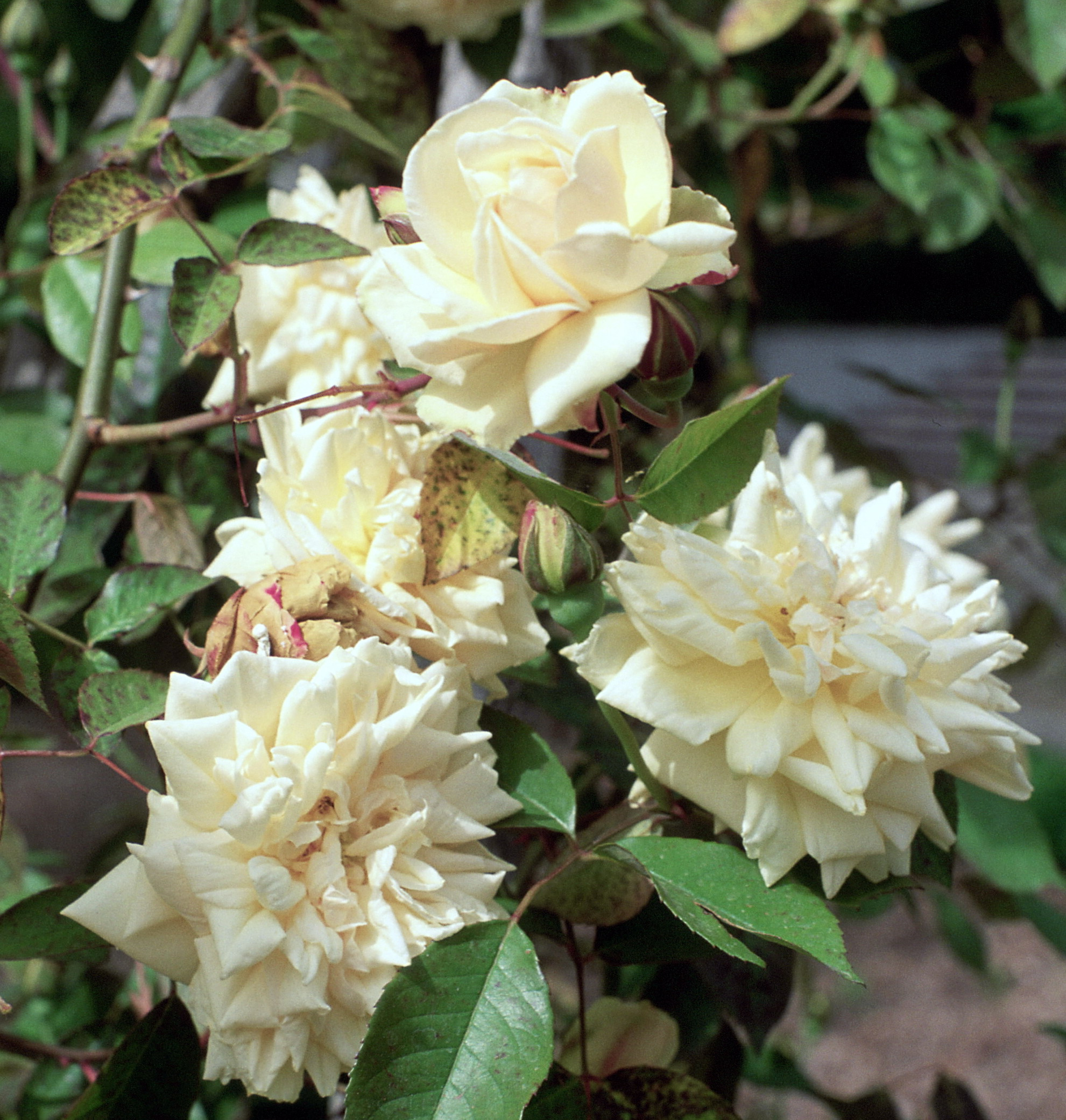
'Rêve d'Or' (Ducher 1869).

Autres descendants de Rosa chinensis
Climb. ‘Pompon de Paris’, à fleurs rose soutenu, est un sport grimpant de ‘Pompon de Paris’, lui-même issu de Rosa chinensis ‘minima’.
Les hybrides de Rosa gigantea sont tous grimpants. Sont encore cultivés ‘Belle Portugaise’ (Cayeux, 1903) et ‘Sénateur Lafolette’, tous deux de plus de 5 mètres à grandes fleurs saumon.
Les 'rosiers Thé', ou rosiers à odeur de thé sont issus de croisements entre un Rosa × odorata et un rosier Bourbon (Rosa chinensis × Rosa gallica ou Rosa damascena ‘semperflorens’ ou un rosier Noisette (Rosa moschata × ‘Old Blush’). Ils ont fréquemment un port grimpant (climbing), mutations spontanées, appelées « sports » et sélectionnées par les rosiéristes car elles conservent en général les caractéristiques de la floraison recherchées dans la variété d'origine.
C'est le cas de ‘Climb. Devoniensis’, (Parvitt Curtis 1858), ‘Climb. Lady Hillingdon’ (Hicks 1917), à grosse floraison continue jaune, 'Climb. Marie van Houtte’, (en 1936), à fleurs très doubles, jaune tirant sur l'ivoire, ‘Climb Niphetos’, ‘Climb Papa Gontier’ (Chevrier 1904), aux fleurs roses semi-doubles, alors que ‘Souvenir de Madame Léonie Viennot’ (Bernaix 1898) est grimpant d'origine.
‘Climb. Cécile Brunner’ est lui un sport grimpant, mais de rosier thé-polyantha.
Hybrides remontants
Ils proviennent du croisement de rosiers thé avec soit des galliques, soit des Damas, soit des centifolia, soit des Bourbon ou du croisement d'hybrides remontants entre eux et un seul est un rosier grimpant : ‘Albert La Blotais’.

## Rosiers grimpants modernes

### Hybrides de thé
Les premiers rosiers modernes sont les hybrides de Thé et le premier, ‘La France’ a eu un sport grimpant, ‘Climb La France’ en 1893. Ainsi il existe des hybrides de Thé grimpants d'origine ‘Cupid’, 'Paul's Lemon Pilar’, ‘Reine Marie-Henriette’, ‘Souvenir de Claudius Denoyel’, et des formes grimpantes de ‘Madame Caroline Testout’, ‘Château de Clos-Vougeot’, ‘Ophelia’, ‘Mme Abel Chatenay’, ‘Mademoiselle de Sombreuil’, ‘Sunburst’, ‘Madame A. Meilland’, ‘Papa Meilland’, ainsi que ‘Paul's Scarlet Climber’. Ces rosiers grimpants à grosses fleurs sont presque sans parfum. On trouve toujours plus de 20 rosiers hybrides de Thé grimpants dans les catalogues,

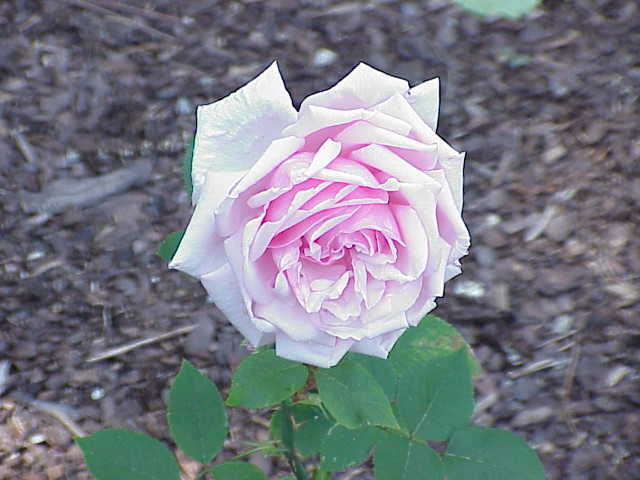
‘La France’.
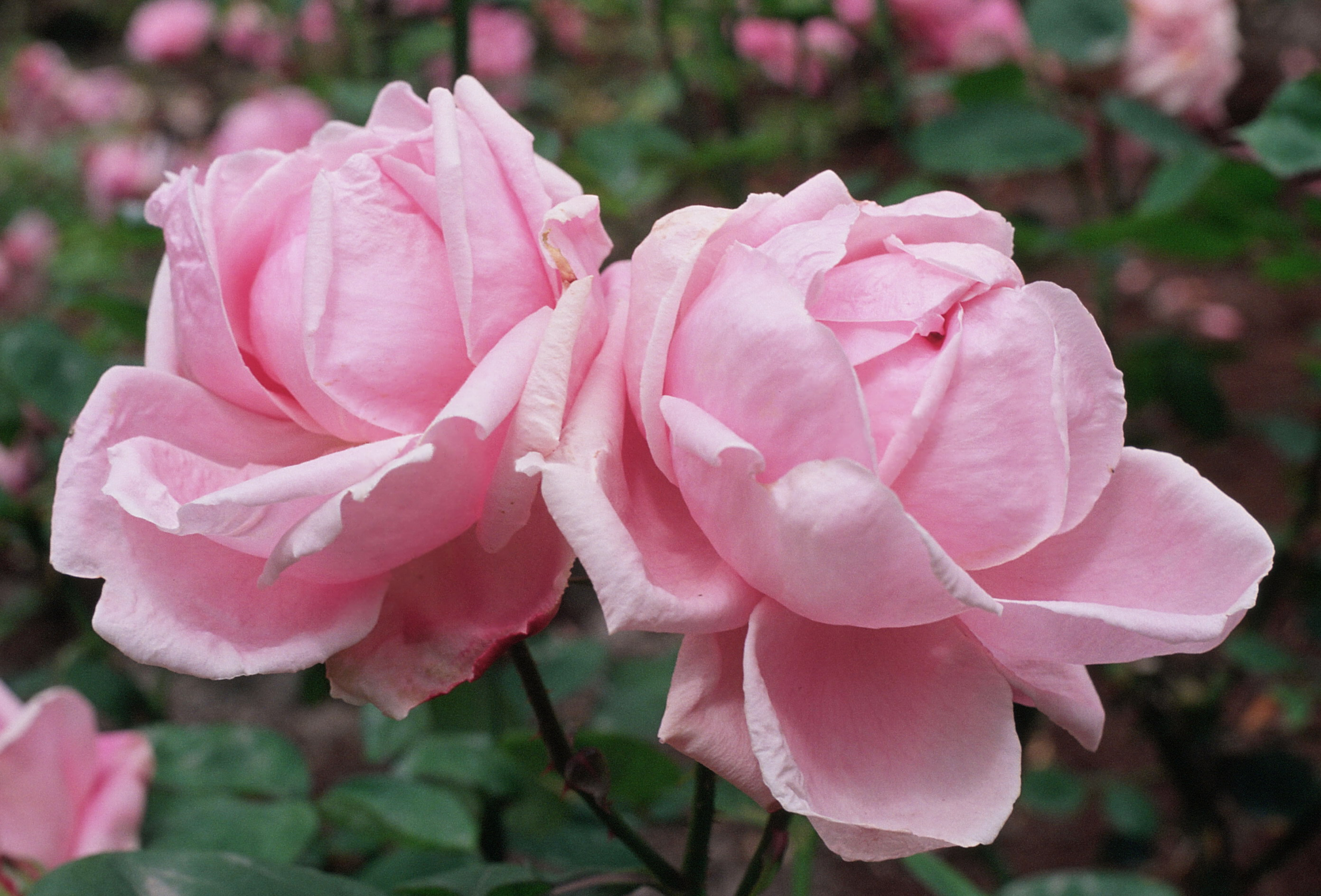
‘Madame Caroline Testout’.
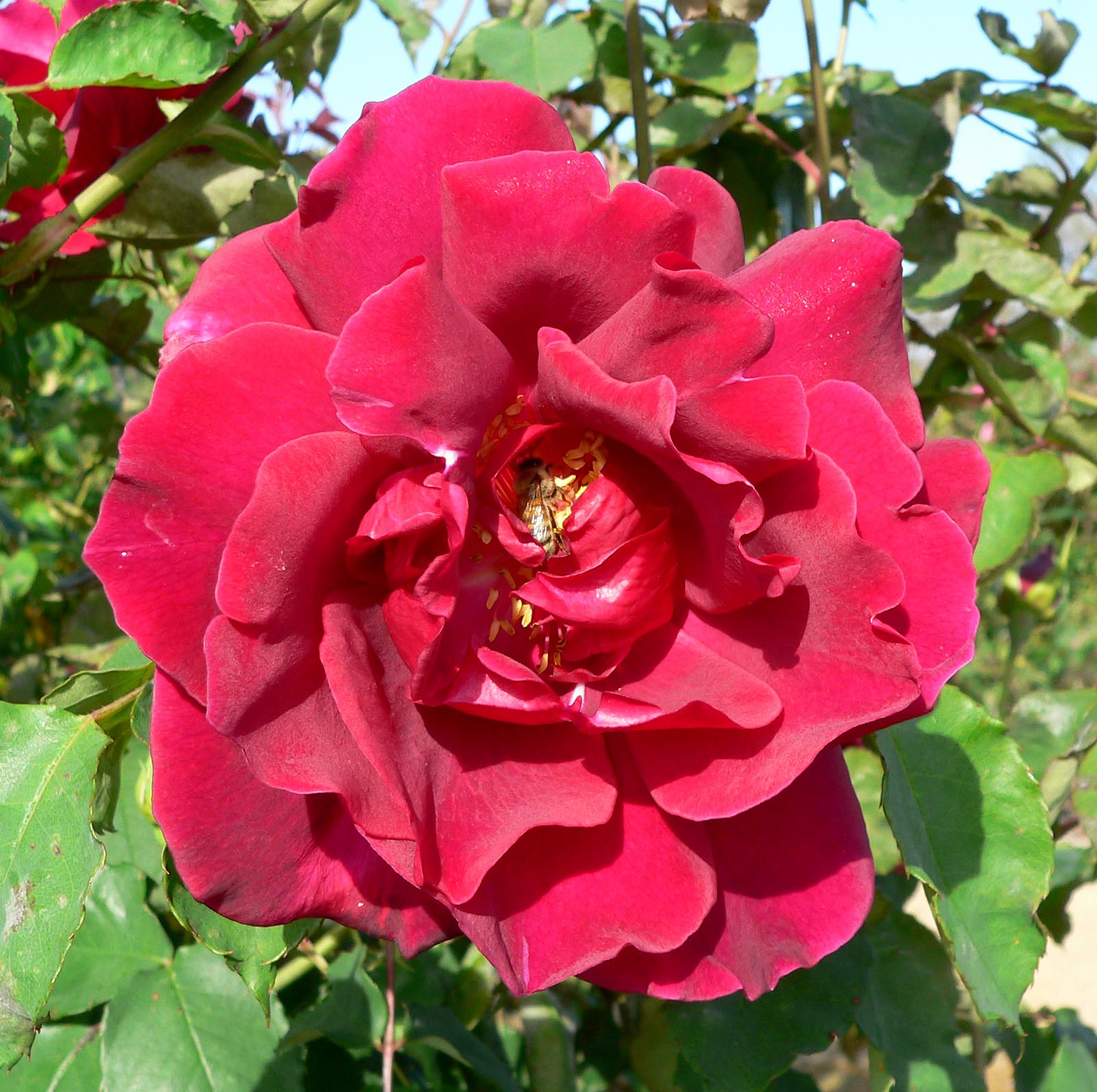
‘Étoile de Hollande’.
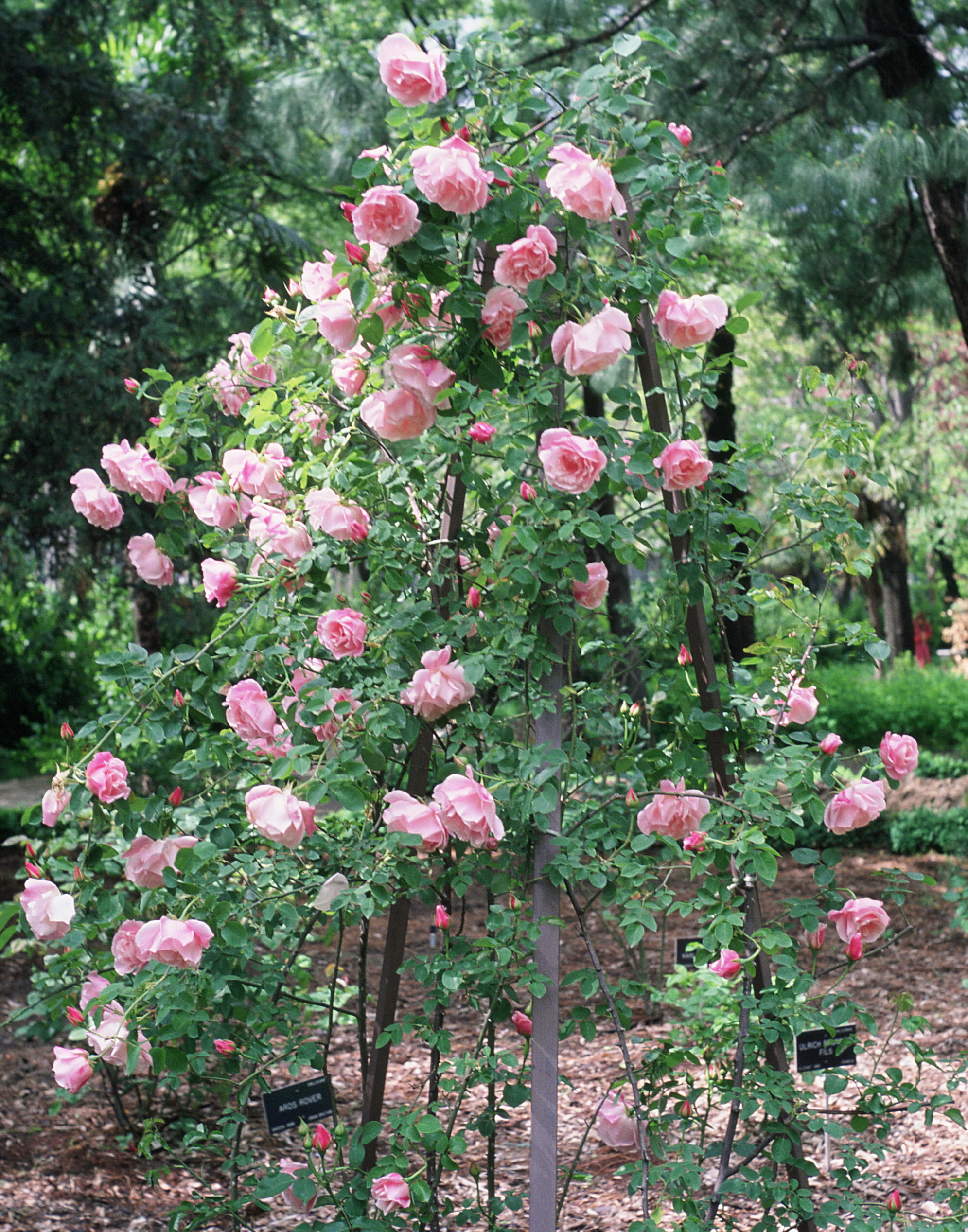
'Madame Grégoire Staechelin'.
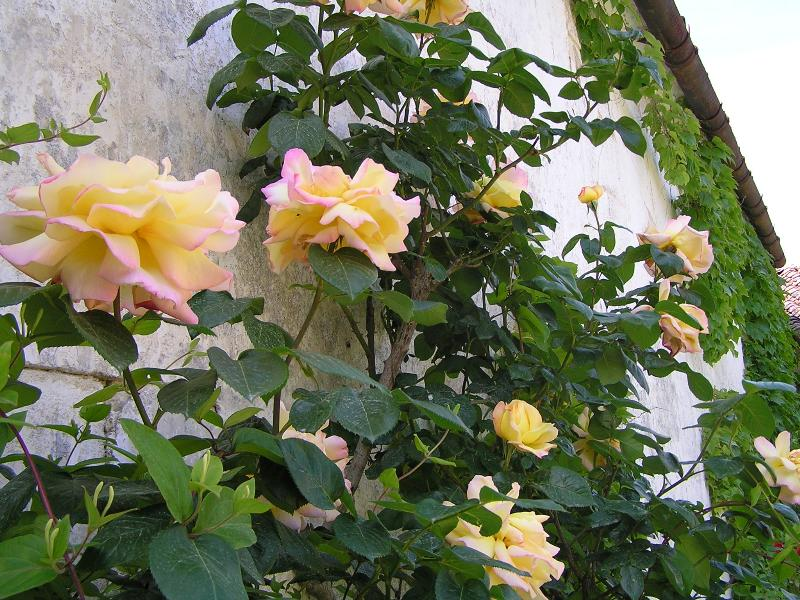
‘Mme A. Meilland’ grimpant.

### Hybrides modernes
Une nouvelle génération est celle des rosiers grimpants à grosses fleurs parfumées, ‘Centenaire de Lourdes’, ‘Nahema’, ‘Pierre de Ronsard’, ‘Palais Royal’, ‘Tabarly’, ‘Papi Delbard’, ‘Nahema’, ‘Parure d'or’, ‘Rose céleste’.
Les hybrides modernes sont extrêmement nombreux et divers, toutes les nouvelles obtentions de rosiers grimpants à grosses fleurs. Certains retrouvent des formes anciennes comme ‘Alchimist’

### Rosiers à fleurs groupées
Les hybrides de rosiers multiflora forment tout un ensemble de rosiers à fleurs groupées avec en grimpants par exemple : les cultivars ‘Chevy Chase’ rouge, ‘Domaine de Courson’, 'Tausendschön' et ‘Marietta Silva Tarouca’ roses, ‘Dentelle de Bruges’ et ‘Thalia’ blancs, ‘Violette’ rouge foncé, 'Graf Zeppelin' rouge tirant sur le rose foncé, 'Mademoiselle Claire Jacquier' jaune nankin et blanc.

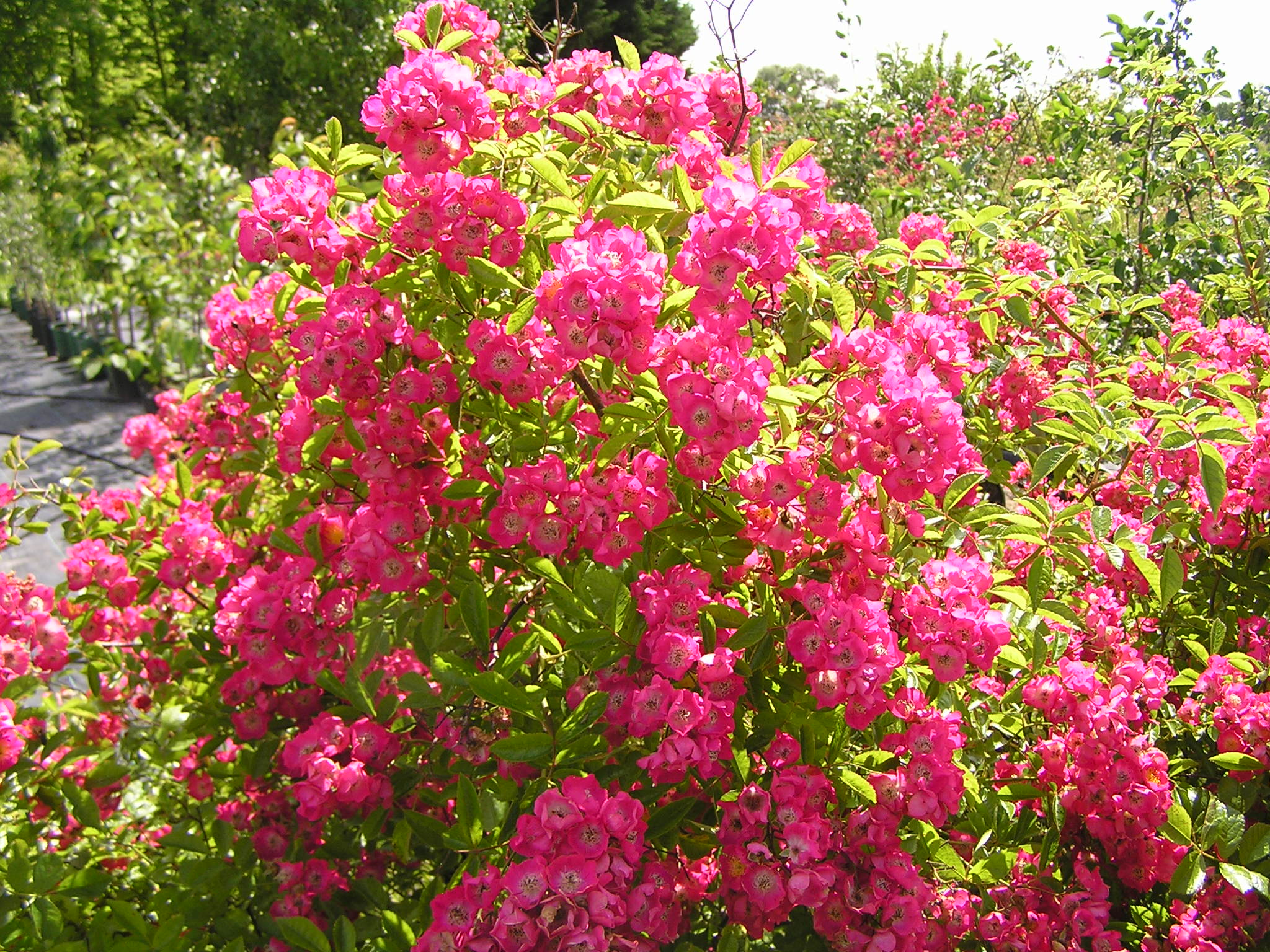
‘Maria Lisa’.
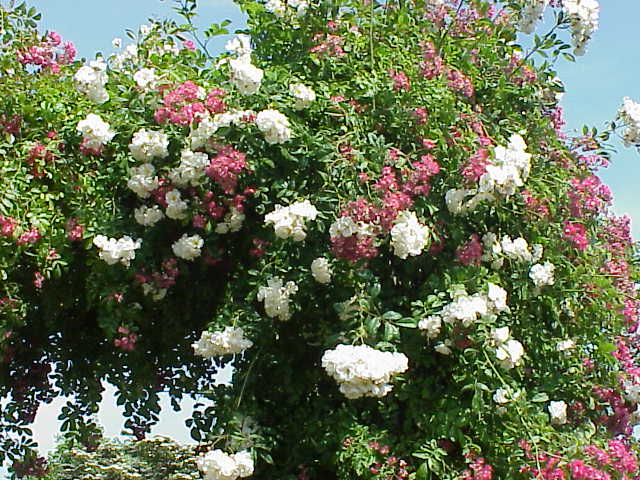
Groupe avec‘Maria Lisa’.
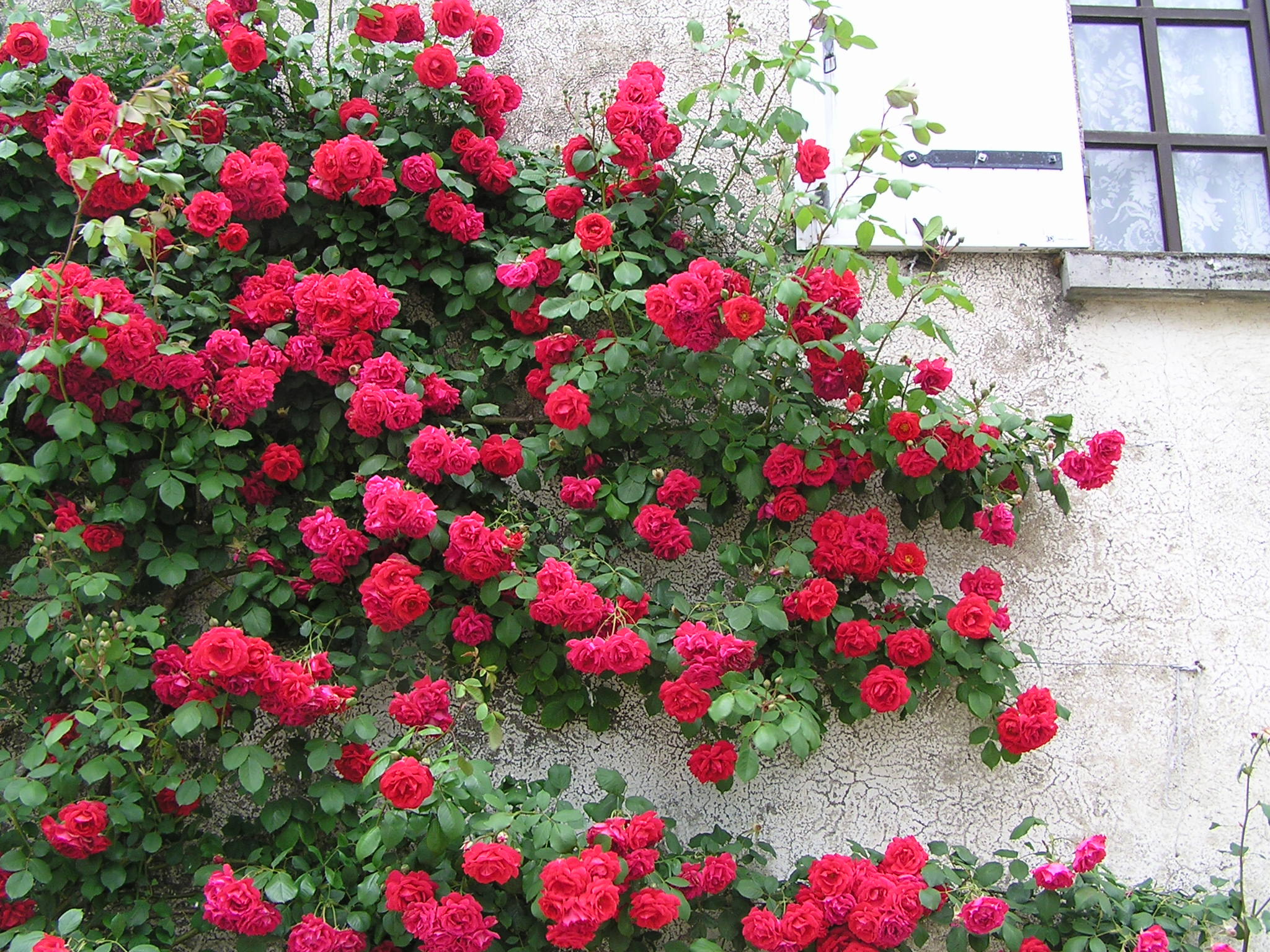
Hybride de multiflora rouge.
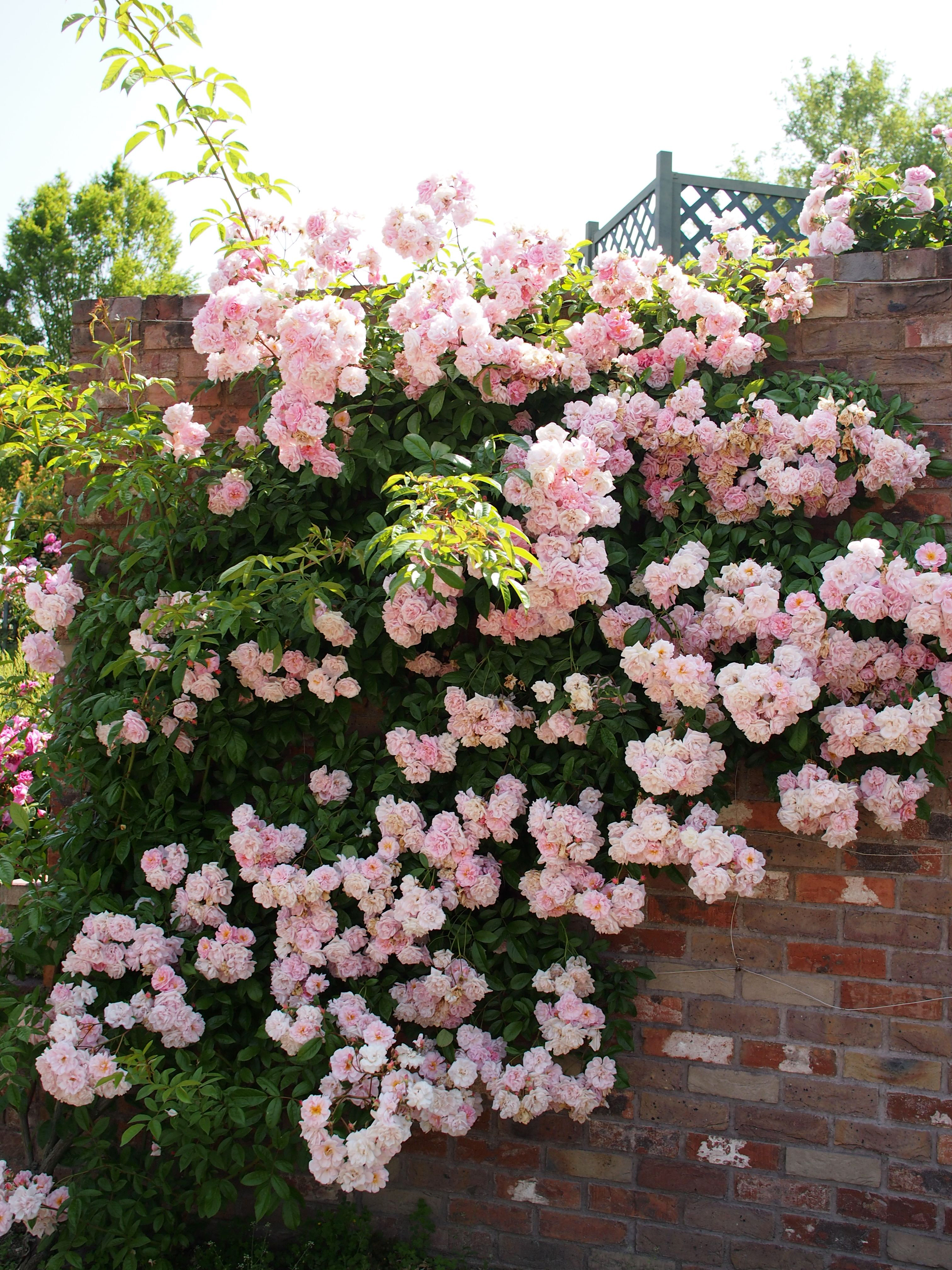
'Tausendschön' (Kiese & Schmidt, 1906).

### Rosiers anglais
Les rosiers anglais ne sont pas reconnus par les nomenclatures, mais sont classés sous cette appellation par les rosiéristes. Ils allient le caractère remontant et résistant des roses modernes au parfum et à la forme des fleurs anciennes. Les rosiers anglais comportent de nombreuses variétés grimpantes : le catalogue en ligne de David Austin en place une vingtaine avec photos et descriptifs, des blancs ‘Claire Austin Climbing’, ‘Snow Goose’ ; des jaunes, ‘The Pilgrim Climbing’, ‘St. Alban Climbing’, ‘Malvern Hills’, ‘Graham Thomas Climbing’ ; des rouges ‘Fallsfatt Climbing’, ‘Tess of the d'Ubervilles Climbing’ ; et les très nombreuses nuances de rose, du plus clair au plus soutenu, de ‘The Generous Gardner Climbing’, ‘Spirit of Freedom Climbing’ à ‘William Morris Climbing’.

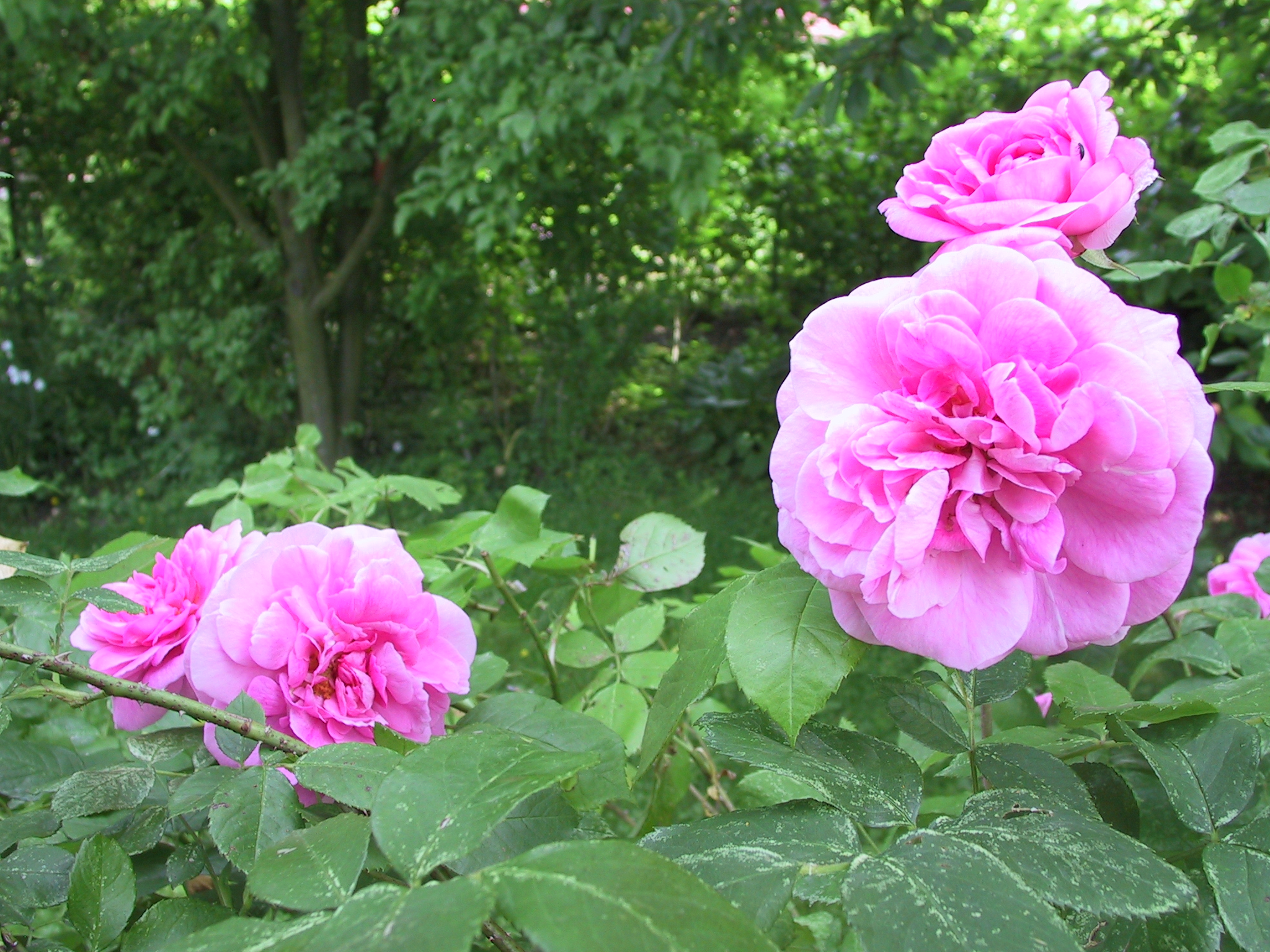
‘Gertrude Jekyll’.
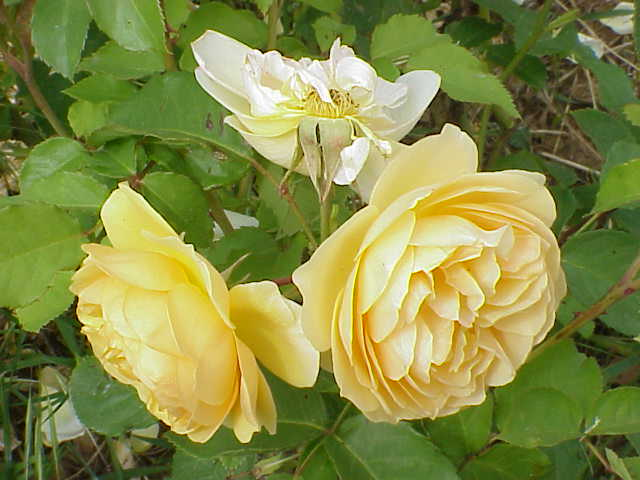
‘Graham Thomas’, David Austin 1983.

### Rosiers lianes
Les rosiéristes ont également exploité les caractéristiques de certaines espèces, notamment Rosa multiflora  et Rosa wichuraiana, pour créer des hybrides de rosiers lianes capables de s'élever jusqu'à 10 mètres de haut, mais le plus souvent à floraison non remontante comme ‘Kew Rambler’ rose, 'American pillar' carmin, ‘Kiftsgate’ blanc, ou 'Dentelle de Bruxelles' violacé. Certains ont une floraison très longue : ‘GP Cocktail’ ou sont remontants, comme ‘Guirlande Fleurie’ ou ‘Mme Solvay’ rouge.

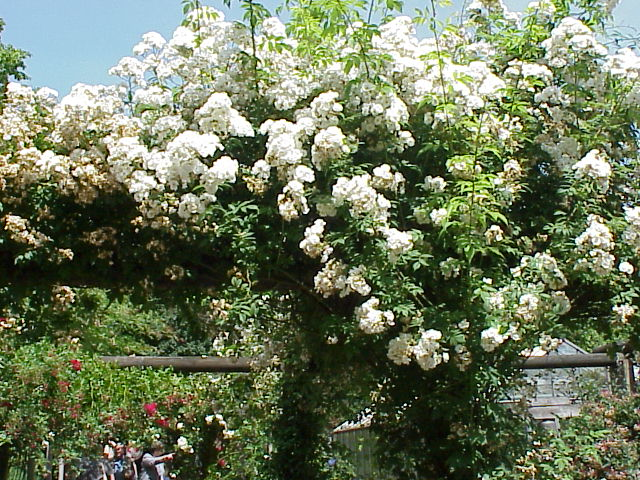
‘Rambling Rector’, multiflora liane, non remontant.
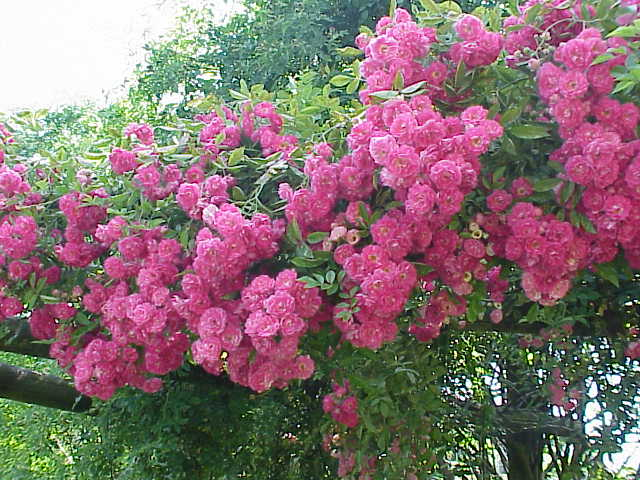
‘Marie Gouchault’ (Turbat 1927).
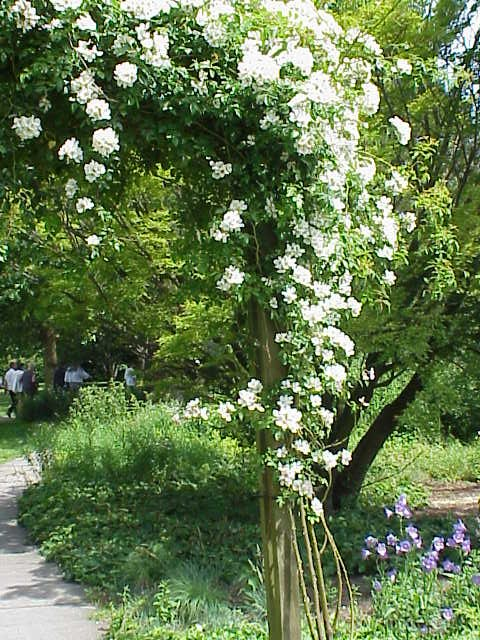
‘Weeding day’, non remontant.
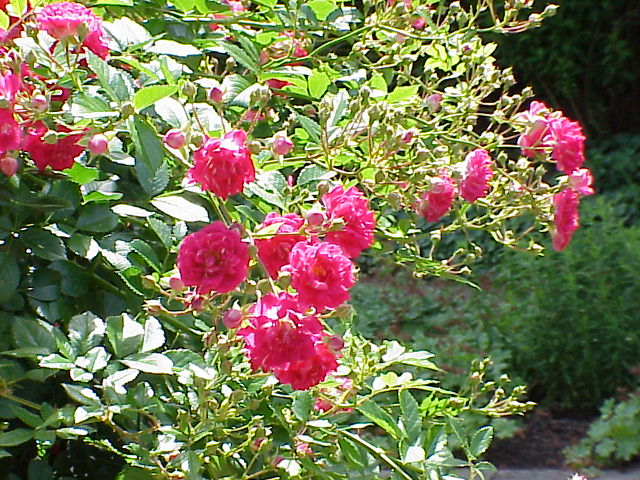
‘Super Excelsa’, amélioration d' 'Excelsa’.

### Bicolores
Les premiers rosiers grimpants striés bicolores sont apparus dans les catalogues avec ‘Sorbet Fruité’, ‘École de Barbizon’.

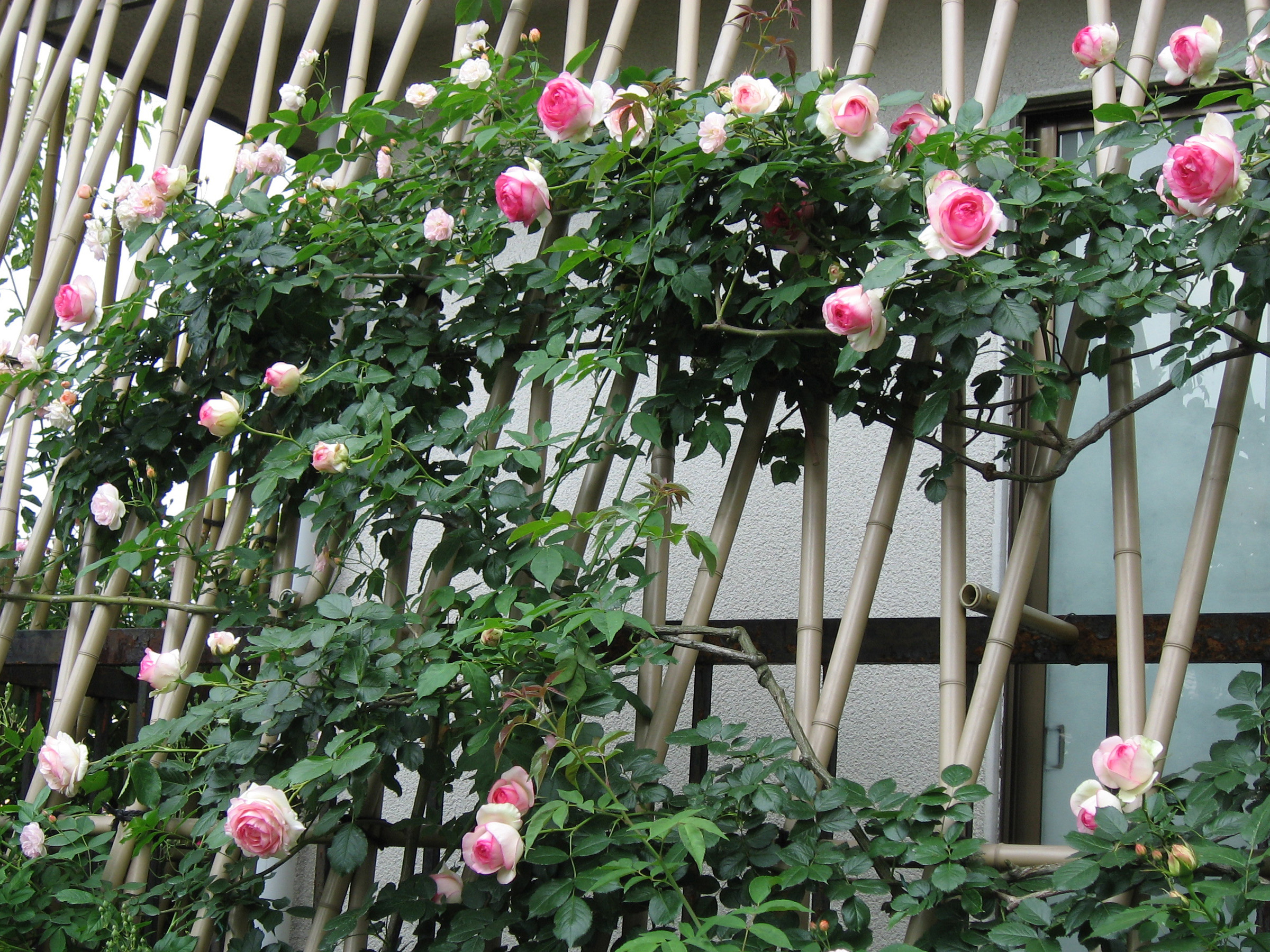
‘Pierre de Ronsard’.

## Rosiers grimpants récompensés
Des rosiers anciens ont été nommés « rose favorite du monde », comme 'Gloire de Dijon', 'Madame Alfred Carrière', Rosa ×chinensis 'Old Blush', ainsi que 'Souvenir de la Malmaison' et 'Cécile Brünner' qui ont un sport grimpant et des rosiers modernes; des grimpants comme 'New Dawn' en 1997, des buissons ayant un sport grimpant comme 'Mme A. Meilland', 'Papa Meilland', 'Queen Elizabeth', 'Iceberg' ('Fée des Neiges'), 'Nuage Parfumé' et 'Pierre de Ronsard'.
Dans les roses primées par l’AJJH se trouvent peu de grimpants, seulement 'Violette Parfumée' et 'La Sevillana'.
'Fourth of July' de Tom Carruth est un grimpant qui lui aussi a été récompensé par les All-America Rose Selections en 1999.

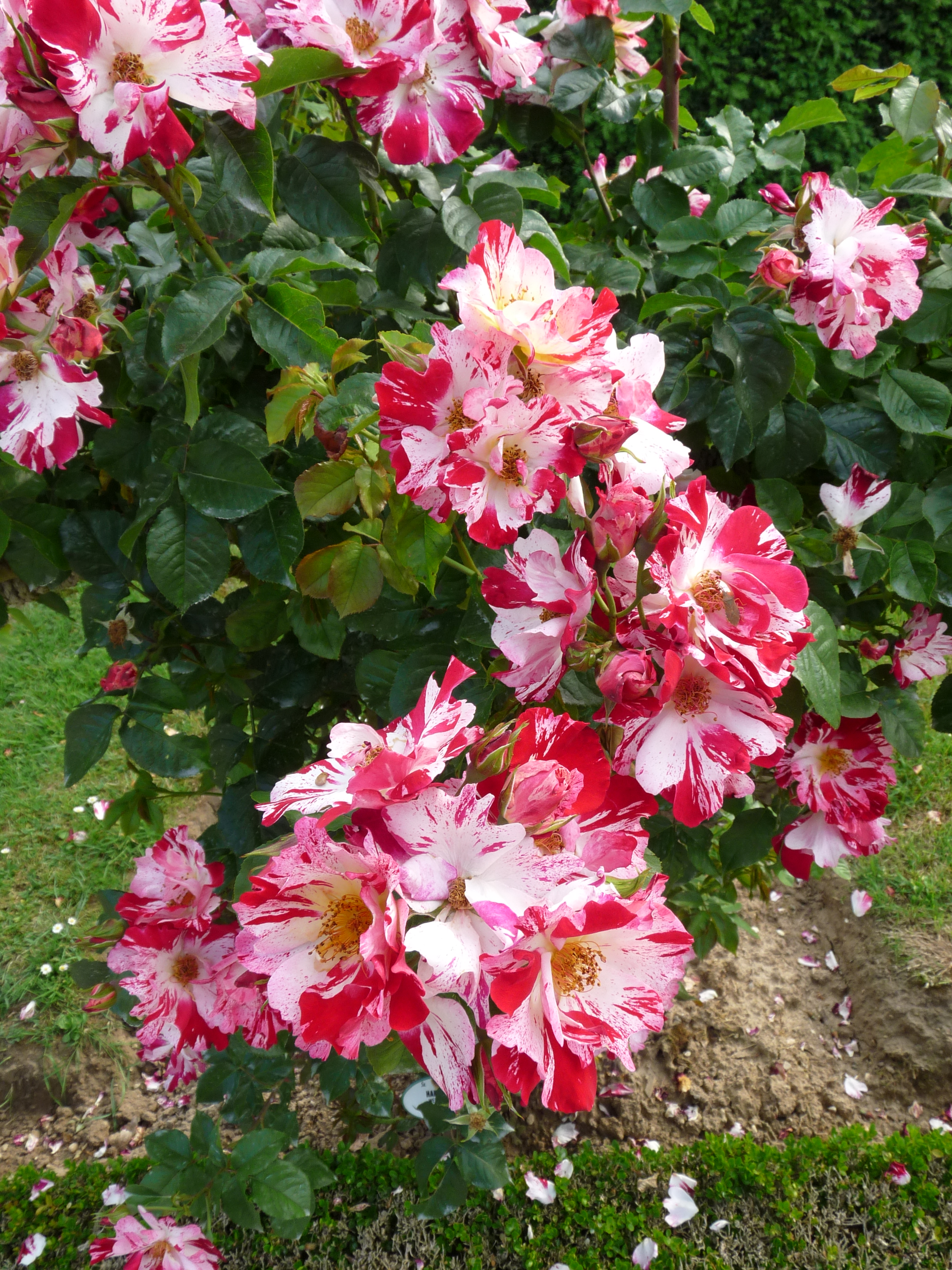
'Fourth of July' à la roseraie de Bagatelle
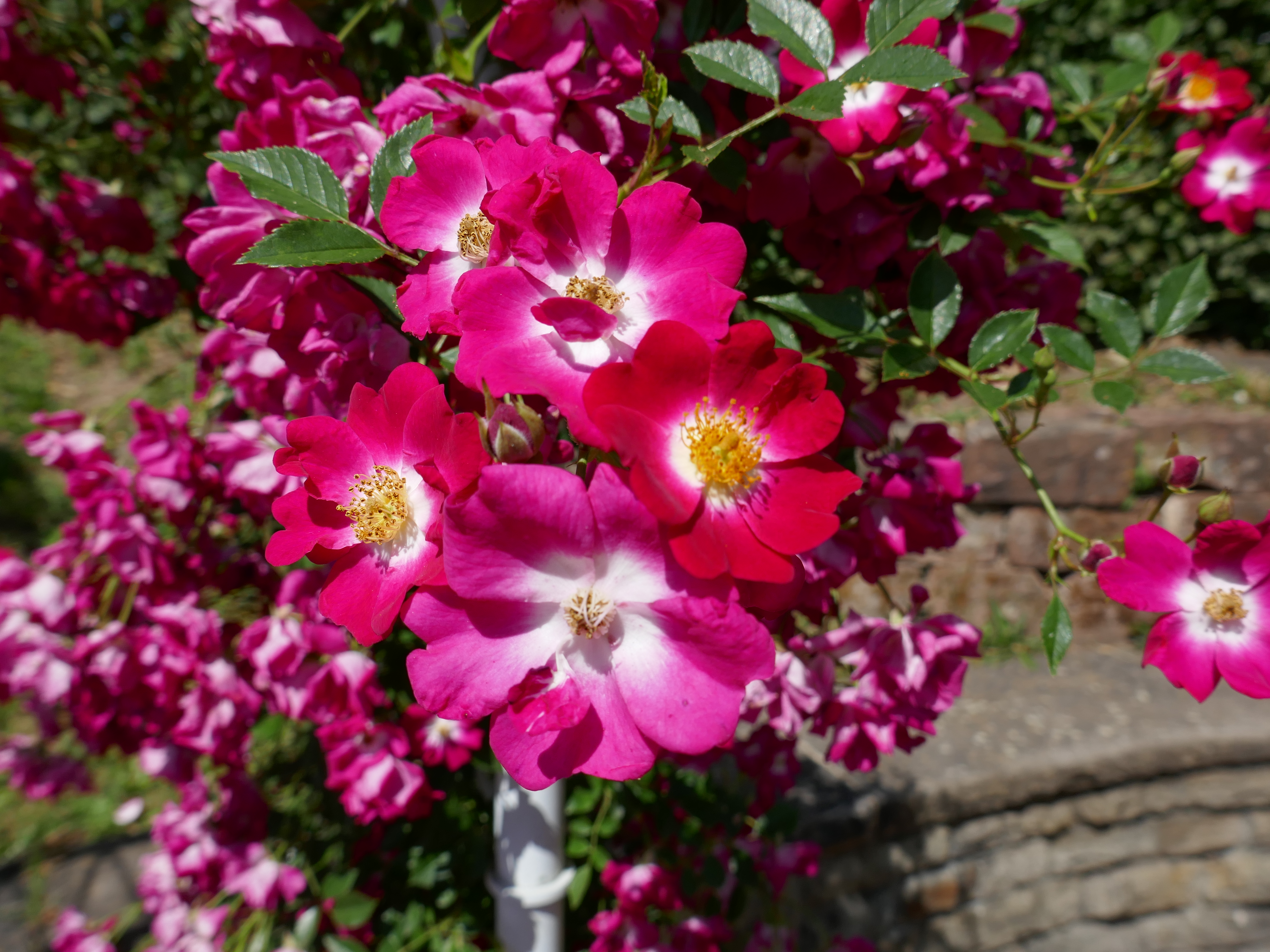
'Libertas' à la roseraie des Deux-Ponts (rosier ADR en 2013).

## Culture des rosiers grimpants

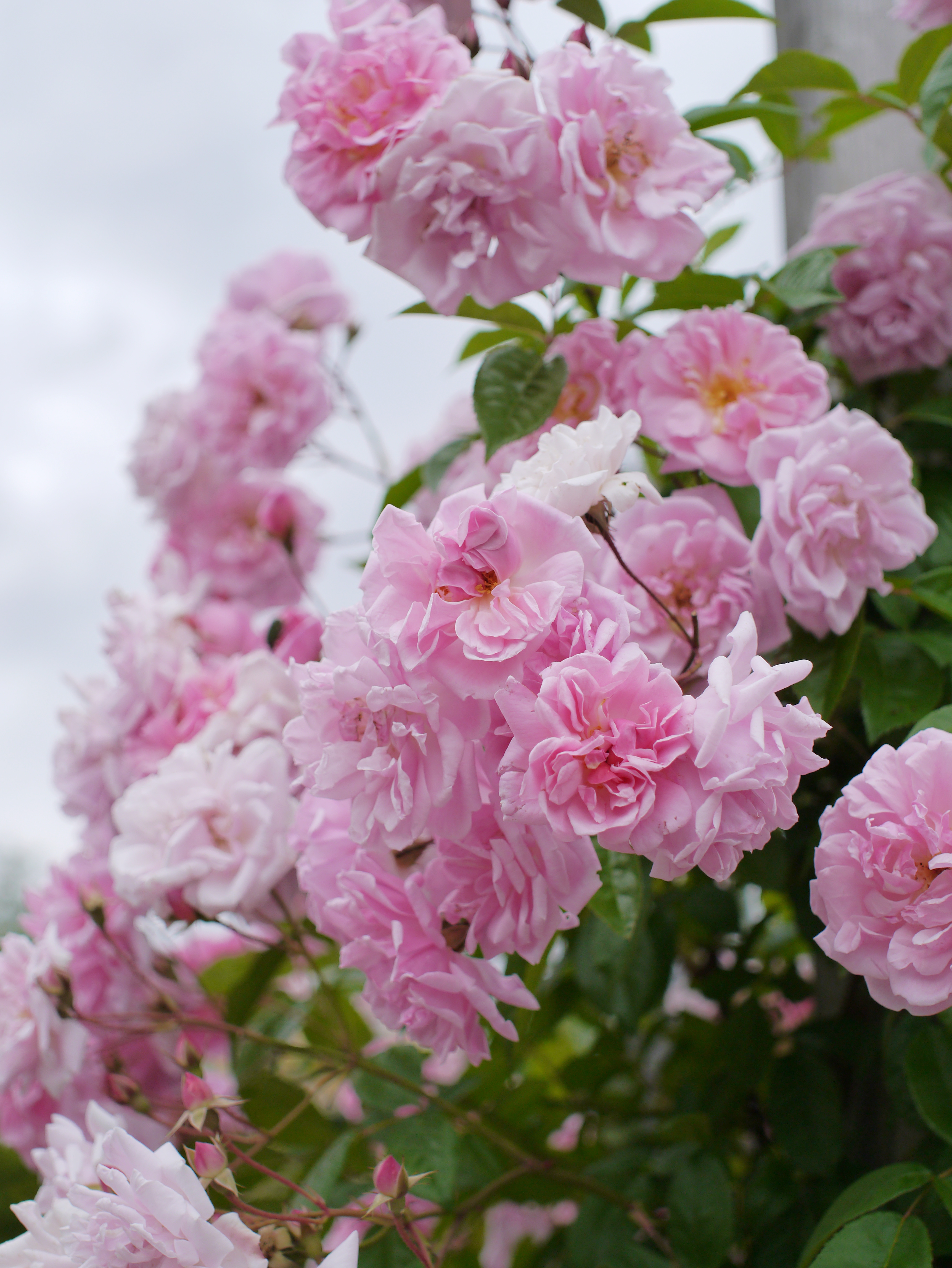
'Tea Rambler' (George Paul, 1902).

La culture des rosiers grimpants nécessite une exposition ensoleillée, sauf pour les rares cultivars supportant la mi-ombre, un climat tempéré adapté à la rusticité de l'espèce ou de la variété et un sol de préférence argilo-siliceux assez frais, peu calcaire (pas plus de 15 % de calcaire, voire moins si le sol est plus pauvre en argile). La fertilisation se fait par sels minéraux, engrais « spécial rosier » ou cendre de bois. La plantation se pratique durant la saison froide, de novembre à mars dans l'hémisphère nord, près d'un support (mur, colonne, arceau, pergola, arbre) permettant de le palisser.

### Taille
Il suffit de pratiquer une taille annuelle et pour favoriser la refloraison, d'enlever régulièrement les fleurs fanées au-dessus d'un œil bien constitué.
Pour les rosiers grimpants non-remontants, la taille se pratique au début de l'été (vers juin-juillet dans l'hémisphère nord), dès la fin de la floraison et consiste à supprimer le vieux bois en gardant cinq ou six jeunes et grandes pousses de l'année partant de la base.
Pour les rosiers grimpants remontants, la taille se pratique avant le démarrage de la végétation (vers fin février dans l'hémisphère nord) en conservant quelques branches charpentières et en raccourcissant un peu les branches secondaires entre 20 et 40 cm suivant l'espèce, la vigueur, l'âge et l'état du rosier et en conservant les nouvelles pousses de l'année.
Il faut laisser de la grandeur aux grimpants qui sinon pourraient redevenir buissons.

### Multiplication et achat
La multiplication des rosiers est essentiellement le fait des pépiniéristes spécialisés mais le jardinier amateur peut multiplier certains rosiers grimpants (à bois tendre: rosiers Noisette, rosiers Wichuraiana, rosiers thé) par bouturage, comme 'Céline Forestier', facile à bouturer.
Les obtenteurs et les rosiéristes éditent des catalogues et mettent en ligne des sites web,,
,
,.

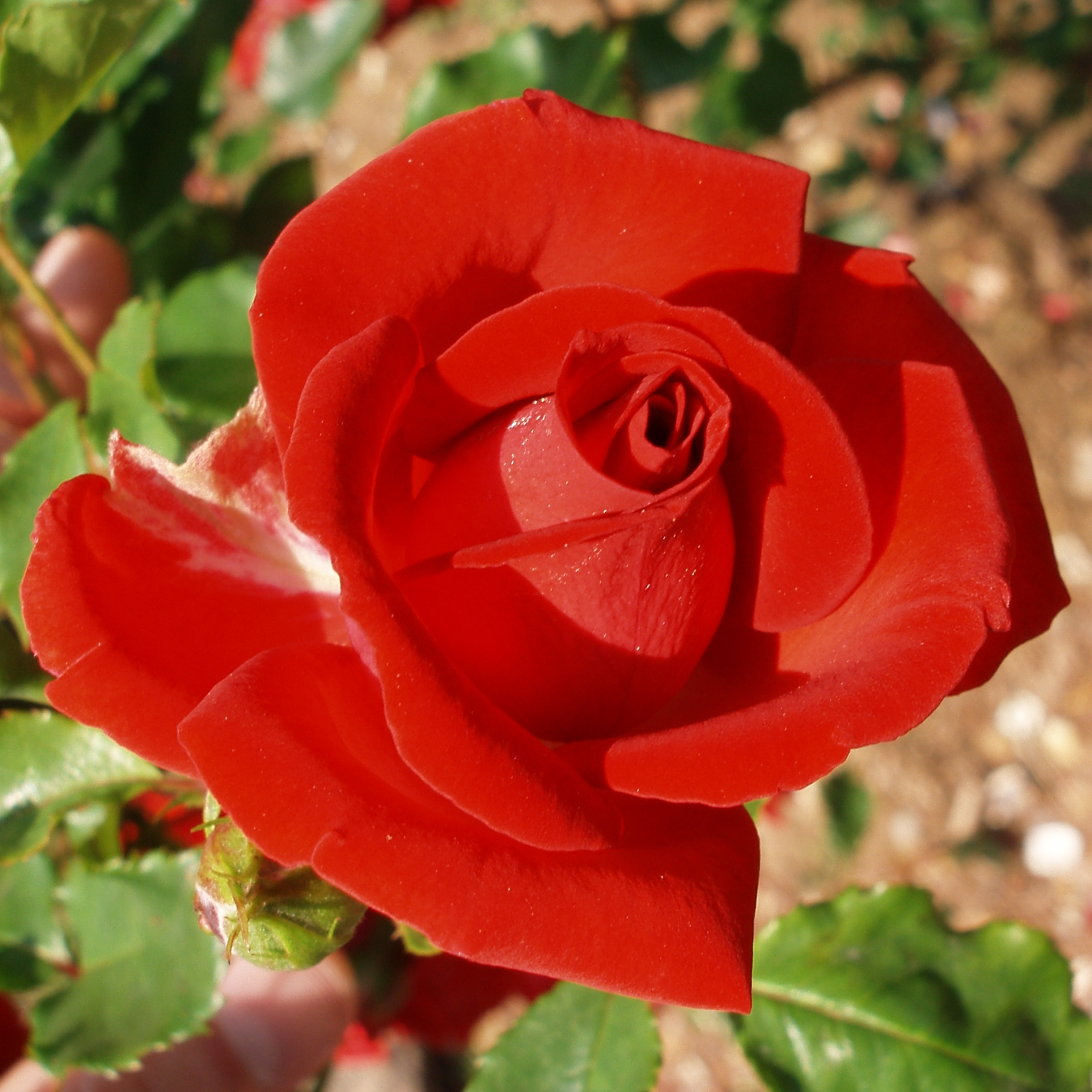
‘Intervilles’

Une page spéciale est consacrée aux rosiers grimpants et parmi eux aux rosiers recommandés car particulièrement florilèges et résistants et pour certains pour leur parfum. Ces rosiers sont aussi recommandés par des livres spécialisés,.
Certains de ces rosiers recommandés, encore présents dans les catalogues, n'ont pas déjà été cités. Ce sont en particulier parmi les rouges, ‘Carla Fineschi', ‘Éric Tabarly’, ‘Étoile de Hollande’, ‘Intervilles’, ‘Madame Isaac Pereire’, ‘Messire Delbard’, ‘Salombo’ ; parmi les roses, ‘Blossom Time’, ‘Celeste’, ‘Coraline’ ; parmi les blancs, ‘Blanche colombe’, ‘GP Palais Royal’, ‘Princesse de Nassau’ ; parmi les jaunes, ‘Dune’, ‘Parure d'Or’, ‘Vendée Globe’ ; et le pourpre ‘Guinée’.